# 鎌倉殿の13人
『鎌倉殿の13人』（かまくらどのの13にん）は、2022年（令和4年）1月9日から12月18日まで放送されたNHK大河ドラマ第61作。鎌倉幕府の二代執権となった北条義時を主人公に、平安末期から鎌倉初期を描く。

## 制作

### 企画
本作の題材について、制作統括の清水拓哉は当初、源義経か北条早雲にしようと取材を始めていたが、以前から北条家に興味のあった三谷が「北条義時」を提案したことで決定した。三谷は「源頼朝が挙兵してから承久の乱までの40年以上にわたる時代を描こうとしたとき、全ての証言者になれる人物は義時くらいだった」と語っている。
本作では、源平合戦と鎌倉幕府誕生の過程で繰り広げられる権力の座を巡る駆け引きを、ユーモアを交えたホームドラマのような描写とともに、徹底して無情で陰惨な粛清劇として描いた。三谷は日本史を知らない海外の人が見ても楽しめる「神代の時代」のドラマを書くことを目標とし、歴史書『吾妻鏡』をベースに、特に『ゲーム・オブ・スローンズ』を手本とした。また、全体像は『ゴッドファーザー』、部分的に『アラビアのロレンス』『仁義なき戦い』などの影響を受けた。
表題を考案したのは制作統括の尾崎裕和であり、「鎌倉殿」とは鎌倉幕府将軍を、「13人」とは十三人の合議制を指している。大河ドラマの表題で初めてアラビア数字（算用数字）が使用された。

### 制作
本作の出演者発表は、公式Twitterにて毎回手法を変えて行われ、第一次は閣僚発表会見を模した形で三谷が発表した。また、第二次は三谷が役者の似顔絵を描いて役柄を説明し、第三・四次は登場人物の台詞を先行公開した。さらに、第五・六次では役者の宣材写真のシルエットを先行公開し、特に第五次は役者自身が音声コメントにて発表した。第七次は語りの長澤まさみが発表した。
本作では「リスペクト・トレーニング」講習が大河ドラマで初めて取り入れられた。また、インカメラVFXが導入され、単焦点レンズも使用された。さらに、映画カメラマンの神田創と戸田義久が外部から招聘された。
本作のタイトルバックの尺は1分45秒（冒頭の語りを含めると2分10秒）で例年より約1分短縮され、スタッフの名前はオープニング明けやエンディングに流された。制作統括の清水は「タイトルバックの内容は基本的には毎回同じですから、冒頭のアバンタイトルからの『さぁ、見るぞ』という視聴者の皆さんの熱量が、この3分の間に下がってしまっては、もったいない」ためと語っている。
本放送の終了後には公式Twitterにて、撮影直前・直後のキャストの音声コメントが「＃かまコメ」と題して公開された。また、関連する史実のエピソードが「＃吾妻鏡」と題して紹介された。
壇ノ浦の戦いのVFXシーンはウクライナの製作会社に発注されていたが、戦争の影響により作業の続行が困難となり、急遽国内外の別クルーが加わって仕上げられた。
第18回と最終回は「紀行」コーナーが“予習”として先行放送され、本編が拡大された。

### 沿革
2020年（令和2年）1月8日に行われた制作発表にて、脚本を三谷幸喜が、主演を小栗旬が務めることを発表。三谷が大河ドラマの脚本を担当するのは3回目、小栗は8回目の大河ドラマ出演にして初主演。
2020年11月16日から20日に第一次出演者発表、2021年4月15日に第二次、同年4月27・28日に第三次、同年7月8・9日に第四次、2022年2月16・17日に第五次、同年3月1日に第六次、同年6月8・10日に第七次を実施。
2020年11月21日、時代・風俗の考証を担当する専門家チームの陣容を発表。
2021年3月23日、時代考証を務めていた呉座勇一がTwitter上での不適切投稿を理由に降板。
同年6月9日、クランクイン。
同年7月8日、音楽を発表。
同年7月16日、伊東祐親役・辻萬長の病気療養による降板と、その代役（浅野和之）を発表。
同年7月20日、番組ロゴを発表。
同年12月1日、メインビジュアルを公開。翌2日には語りを発表。
2022年1月9日、15分拡大で第1回の放送を開始。新型コロナウイルスの影響で『麒麟がくる』の終了が2月にずれ込み『青天を衝け』の放送開始が通常より約1ヶ月遅れたが、本作から通常サイクルに戻った。また、台湾のインターネットストリーミング大手であるKKTVとIPTVサービスを展開する中華電信MODが、本作より大河ドラマの同時配信を開始。
同年3月18日、第10回において本編にスタッフが映り込んでいたことを公式Twitterにて謝罪。再放送では該当箇所を修正して放送。
同年9月22日、10月9日における本編の休止と特番の放送、最終回の放送日、本作の全話数を発表。話数が全48回以上になるのは5年ぶり。
同年10月25日、クランクアップ。約1年4か月にわたる撮影が終了。

### 視聴率
初回放送視聴率は17.3％（個人視聴率10.6％）で、いずれも過去2作を下回った。これは、知名度の低い鎌倉時代を題材としたことも関係しているとされる。一方、初回総合視聴率は25.8％で、16年10月の調査開始以来、大河ドラマ初回タイムシフト最高を更新した。また、昨年よりスタートした「NHKプラス」での視聴ユニークブラウザ数は『青天を衝け』の2～3倍を記録した。
全話平均視聴率は12.7％（個人視聴率7.6％、総合視聴率11.8％）で、2022年に放映された連続ドラマの中ではほぼ2位の高さをキープした。また、全話総合視聴率は20.2％で前作を上回り、「NHKオンデマンド」ではこれまで配信された全てのドラマ作品の中で史上最多の平均視聴数となった。スポニチは最終回放送後、「若年層を中心に配信（の視聴率）は好調」だったとし、「大河最高傑作」の呼び声が高いと書き添えた（全て関東地方・ビデオリサーチ調べ）。

## あらすじ

### 第一章（第1回 - 第13回）
平安時代末期、都では平家が栄華を極め、伊豆でも平家方の豪族・伊東家が権勢を誇っていた。伊豆の小豪族である北条家の主・北条時政が大番役の務めを終え京から帰還したある日、時政の次男・北条義時は流人・源頼朝を北条の館に匿っていると兄・北条宗時から告げられる。源氏の嫡流である頼朝は、父が平清盛に敗れ伊豆に流罪となっていたが、監視役の伊東祐親が京にいる間にその娘・八重と密通し、祐親から追われ館に逃げ込んでいた。平家の横暴に不満を募らせる宗時は頼朝を奉じての挙兵を企み、姉・政子も頼朝に恋心を抱く。やがて館は伊東軍に包囲されるが相模の大豪族・大庭景親の仲裁によって和解し、北条家が頼朝を預かることになる。義時は頼朝の真意を掴みきれず不信感を募らせるが、「北条を後ろ盾として挙兵し、平家を打倒してこの世をあるべき姿に戻す」という本意を聞かされ畏敬の念を抱く。
京では清盛が後白河法皇を幽閉し、平家打倒を掲げた以仁王が源頼政とともに挙兵していた。政子を正室に迎え長女・大姫が誕生した頼朝のもとにも叔父・源行家によって以仁王の令旨が届けられるが、反乱はすぐに鎮圧される。これにより伊豆でも平家の勢力が強化されると、頼朝は舅である時政や周辺の豪族とと挙兵するが石橋山にて大敗し、宗時は祐親の刺客・善児に討たれる。その直前、宗時から「坂東武者の世を作り、その頂上に北条が立つ」という真の志を告げられていた義時は、その遺志を引き継ぐ。
頼朝は安房へと逃れ下総の豪族を味方とし、義時も上総の大豪族・上総広常の説得に成功する。さらに武蔵の畠山重忠が加わり、甲斐源氏・武田信義の援軍を得た頼朝は、3万の大軍勢とともに鎌倉に入り大倉御所を築き始める。また、義時は祐親に降伏を促し八重を救出する。程なくして鎌倉に平維盛を総大将とする追討軍が迫るが、富士川で対峙した頼朝軍はこれを退ける。そこへ奥州平泉から駆けつけた弟・源義経も合流し、勢いに乗る頼朝は坂東の勢力基盤を安定させていく。この頃、江間の領地を拝領した義時は「江間小四郎」を名乗る。また、御所に入った頼朝は鎌倉殿を名乗り、味方した坂東武者も御家人と呼ばれるようになる。
清盛が病没し平宗盛が跡を継ぐと、頼朝は改めて平家打倒を宣言する。しかし、反発する行家は単独で平家軍と戦い、これに参戦した義円は墨俣川で討たれる。一方、政子が懐妊すると、祐親の命で殺された実子・千鶴丸の怨念が嫡男の誕生を阻むという弟・阿野全成の占いを信じた頼朝は、伊東父子を暗殺する。その後、政子は無事に嫡男・万寿（源頼家）を出産し比企能員が乳母夫となるが、政子を妬む継母・りくは頼朝と亀との密通を政子に伝え、兄・牧宗親に後妻打ちを実行させる。これに義経が加担し大事に発展すると、義経と宗親は頼朝により処罰される。同時期、信濃源氏・木曽義仲が北陸で勢力を拡大させていた。これを危惧した頼朝は、義仲の子・源義高を人質として鎌倉へ送らせ、大姫の許嫁とする。この後、義時は幼い頃から想い続けてきた八重と結ばれる。

### 第二章（第14回 - 第26回）
義仲は平家軍に大勝して上洛を果たし、宗盛は安徳天皇を連れ都を落ち延びる。だが義仲は朝廷と反りがあわず対立し、後白河を幽閉する。一方、鎌倉では千葉常胤を中心とする坂東勢が頼朝に対する謀反計画を進めていた。義時は広常に協力を依頼し事を収めるが、広常を脅威に感じる頼朝は大江広元とともに無実の広常を首謀者に仕立て上げ、見せしめとして殺害する。その後、義時と八重の間には金剛（北条泰時）が誕生する。
鎌倉を発した義経は、義仲を討伐すると一ノ谷にて平家軍にも勝利する。一方、頼朝から義高の殺害を命じられた義時は、政子と協力して義高の逃亡を手助けするが失敗し義高は殺される。激怒する政子の言葉を重視した頼朝は、義高を討った藤内光澄と、義高に頼朝討伐を持ち掛けた一条忠頼を義時に命じて殺害させる。義時は手を汚すことに強い抵抗と葛藤を感じ、苦悩する。
義経は屋島にて勝利し、壇ノ浦で平家を滅ぼす。しかし、鎌倉に凱旋しようとするも後白河の謀略により頼朝と対立する。義時は関係修復を望む頼朝のため奔走するが、義経の正妻・里が静御前を殺害するため仕向けた土佐坊昌俊による襲撃を、行家が頼朝の仕業であると吹聴したことで、義経は頼朝追討の兵を挙げる。これに激怒した頼朝は、後白河に義経追討の院宣を出させ、時政を京都守護に任じて守護・地頭の全国設置を後白河に認めさせる。一方、朝敵となった義経は藤原秀衡が治める平泉へ逃れるが、秀衡は1年も経たずに死去する。頼朝の命で平泉を訪れた義時は、義経を挑発しつつ奥州藤原氏の新当主・藤原泰衡を脅迫して義経追討へと導く。全てを悟った義経は里と娘を殺害し、弁慶とともに泰衡軍に討たれる。その後、頼朝は義経を匿ったことを理由に奥州藤原氏を滅ぼす。
義時の家庭生活は平穏であったが、八重が川に取り残された孤児・鶴丸（平盛綱）を助けようとして命を落とす。義時は悲しみに暮れ政から距離を置くが、政子に励まされ政務に復帰する。一方、後白河と会談した頼朝は、後白河の崩御後に征夷大将軍に任官する。さらに、次男・千幡（源実朝）が誕生すると実衣を乳母に選び、万寿の披露目を兼ねた巻狩りを実施する。しかし、その裏では曽我十郎・曽我五郎が頼朝暗殺計画を企てていた。曽我兄弟は頼朝の寝所を襲うが誤って工藤祐経を殺害したため計画は失敗し、義時はこの事件を「謀反を装った敵討ち」として処理する。同時期、義時は比企一族の娘・比奈と再婚する。
襲撃事件で死期が近いと悟った頼朝は、弟・源範頼を謀反の罪で修善寺に幽閉し大姫の入内を進めるが、上洛した大姫は体調を崩し病死する。疑心暗鬼に陥った頼朝は、次女・三幡の入内計画を進めると同時に、大姫を呪詛した疑いで範頼を暗殺する。その後、頼家は能員の娘・せつとの間に長男・一幡をもうける。しかし、頼朝が落馬し昏睡状態に陥ると、鎌倉殿に頼家を推す能員と、全成を推す時政は対立を激化させる。義時は頼朝死後の政の形を定めるため奔走し、頼朝の死後は、御台所として次の鎌倉殿を決めるよう政子を諭した後に伊豆へ帰ろうとするが、政子に説得され鎌倉に留まる。

### 第三章（第27回 - 第38回）
政子の後押しで鎌倉殿となった頼家は、若手御家人を近習とし政策を推し進めるが、代替わりによる訴訟の増加や正妻・つつじと側女・せつの対立に嫌気が差し蹴鞠に没頭する。この現状を見た義時は、文官4人と景時で頼家を補佐する政治体制を考案するが、時政と能員が味方となる御家人を引き入れたことで宿老は12人へと膨れ上がり、義時自身も政子の説得によって加わる。これを知った頼家は反発し、6人の近習を重用して対抗する。その直後、中原親能が三幡の病死を機に出家して鎌倉を離れる。また、景時は三浦義村と結城朝光が仕掛けた策略によって失脚し、京にて再起を図ろうとするが駿河にて討ち取られる。続いて三浦義澄や安達盛長が病死すると合議制は崩壊する。
同時期、頼家とつつじとの間に次男・善哉（公暁）が誕生するが、能員は一幡が嫡男であると強調する。また、時政も千幡を鎌倉殿にしようと画策し、全成に頼家への呪詛を依頼する。一方、義時の助言を受けた頼家は一幡を嫡男と定めるが病に倒れ、全成が謀反の罪で常陸へ流罪となる。これを頼家排除と北条家弱体化の好機と見た能員は、全成に再び頼家への呪詛を行わせて死に追いやる。
比企追討を決意した義時は、能員を騙し討った後に比企一族を滅ぼし、千幡を鎌倉殿とする準備を進める。しかし、頼家は病から回復し、義父や妻が北条に討たれたと聞いて時政の殺害を画策する。一方、義時は比奈と離縁し、泰時が匿っていた一幡を殺害する。また、比企討伐に関わった仁田忠常が北条家と頼家との間で板挟みとなり自害すると、頼家を修善寺に幽閉する。これにより実朝が鎌倉殿に就任し、時政を執権別当とする政治体制が発足するが、頼家は後鳥羽上皇と通じて挙兵の準備を進めていた。この後、頼家は善児とトウによって殺害され、致命傷を負った善児もトウに止めを刺される。
同時期、時政はりくの助言で武蔵を手に入れようと画策し重忠と対立する。さらに、りくは後鳥羽の従妹・千世を実朝の正室と決め息子・北条政範を使者として上洛させるが、政範は執権の座を狙う平賀朝雅によって毒殺される。一方、義時は二階堂行政から縁談を進められ彼の孫娘・のえを妻とするが、彼女には裏の顔があった。
鎌倉では、実朝と千世の婚礼が華やかに行われる。一方、息子を失い悲観に暮れるりくを訪ねた朝雅は、政範毒殺の真相に気づいた畠山重保に全ての罪を被せる。これにより、りくから畠山討伐を懇願された時政は、義時の制止を無視して重保を殺害する。その後、挙兵した重忠を討伐した義時は、親友を無実の罪で死に追いやった時政の追放を画策し、時政に稲毛重成を処刑させることで御家人に時政への不信感を抱かせ、政子が恩賞の沙汰を行う新たな政治体制を発足させて時政から政の権限を奪う。
義時や政子の行動に激怒したりくは、義村を味方に加えて朝雅を鎌倉殿に据えようと画策し、時政もこれに協力する。一方、義村の密告を受けた義時は軍勢を率いて時政の館を取り囲むが、政子らの助命嘆願で時政はりくとともに伊豆へ流罪となる。この後、時政に代わり政を取り仕切るようになった義時は朝雅を追討するが、京で勝手に軍勢を動かしたことに後鳥羽は怒りを露わにする。

### 最終章（第39回 - 最終回）
鎌倉御家人の間では、鎌倉殿を差し置いて政を行う義時への不満が高まっていた。同時期、源仲章は泉親衡と名乗って義時の殺害計画を企て、和田義盛の息子や甥を加担させる。これを義盛追討の好機と見た義時だったが、実朝や政子の尽力で一度は義盛と和解する。しかし、義盛の息子たちが挙兵したことで戦が勃発し、義盛は実朝の説得で降伏したところを義時や義村によって騙し討ちにされる。これにより、義時は政所別当に加えて侍所別当も兼任し、御家人筆頭となる。
一方、実朝は後鳥羽の力を借りて安寧の世を築くことを宣言し、義時は対抗して執権を名乗る。その後、宋の技術者・陳和卿の勧めで唐船の建造を始めた実朝だったが、鎌倉が朝廷に乗っ取られると考えた義時の妨害により計画は頓挫する。しかし、政子の助力を得た実朝は、京から新たな鎌倉殿を迎えて自身は大御所となることを宣言する。同時期、鎌倉へ帰還した公暁は次期鎌倉殿になろうと息巻いていたが、就任するのが鶴岡八幡宮別当と知って驚愕し、義時や義村も実朝に反発する。政子は彼らを抑えるため京で藤原兼子と会談し、頼仁親王を次期鎌倉殿として下向させることを約束させる。
公暁の鎌倉殿就任を諦めきれぬ義村は、頼家と一幡の死の真相を公暁に告げて実朝・義時の暗殺を決意させる。一方、公暁の不審な行動を察知した義時は、御所を京へ移す構想を持つ実朝を見限ると、頼家の死を調査する仲章の暗殺をトウに命じ、自身は右大臣拝賀式にて実朝を殺害した公暁を討とうと考える。式当日、太刀持ちとして参加した義時だったが、トウの暗殺失敗により仲章に役目を取って代わられる。しかし、仲章は義時と誤解され実朝もろとも公暁に斬殺される。義時の暗殺失敗に焦る義村は公暁を殺害し、首を差し出して義時に忠誠を誓う。
鎌倉殿が不在となった鎌倉では実衣が息子・阿野時元を鎌倉殿に据えようと画策するが、時元は義時によって自害に追い込まれる。同時期、のえも権力欲を露わにし、息子・北条政村を北条の跡取りにしようと企てる。その後、次の鎌倉殿を決めたい義時は、弟・北条時房を1千騎の兵とともに上洛させて朝廷に脅しをかける。これに対し、時房の器量を認めた後鳥羽は2歳の三寅（藤原頼経）を鎌倉へ送ることを決め、三寅の後見として尼将軍を名乗った政子は幽閉中の実衣を助け出す。
京では三寅の次期鎌倉殿決定に腹を立てた源頼茂が挙兵し、義時への怒りが頂点に達した後鳥羽は鎌倉の御家人に義時追討の院宣を発して義時追討の狼煙を上げる。一方、義時は鎌倉を戦火に晒すことはできぬと首を朝廷に差し出そうとするが、鎌倉を守り抜いてきた弟を死なせたくない政子は御家人の面前で演説を行い決起を促す。その後、鎌倉軍は官軍を撃破して入京し、義時は後鳥羽を隠岐島へ流罪とする。
ある日、義時は突然昏倒して意識を失う。その後、毒を盛られたことが分かるとのえを追及して入手先が義村であると突き止め、彼から本音を聞き出すと泰時への助力を託す。同時期、泰時は学のない御家人でもわかる定を作り始める。一方、義時の見舞いに訪れた政子は、義時と語らう中で頼家が義時の命で殺されたこと、先の戦で廃位させた幼帝の暗殺計画があることを告げられる。直後に義時は発作を起こし解毒薬を要求するが、政子はこれ以上弟が手を汚さぬよう義時の目の前で解毒薬を捨てる。死を悟った義時は政子に後を託し、息を引き取った。

## 登場人物
実在人物の歴史的事項については、当記事ではなく各人物の当該記事を参照のこと。
劇中では人名の呼称を「北条義時（ほうじょう の よしとき）」のように「苗字 + の + 名前」としている場合がある。
★印は13人の合議制を構成する宿老（御家人）を示す。

### 主人公と北条家

#### 北条義時とその家族
北条義時（ほうじょう よしとき）★
演：小栗旬
本作の主人公。
二代執権。時政の次男。母は祐親の先妻の娘。通称（仮名）は小四郎（こしろう）。北条領に隣接する江間郷を拝領ののちは、江間小四郎義時（えま こしろう よしとき）を名乗る。
生真面目かつ実直で、家族や仲間思い。交渉力に優れ事務方として能力を発揮する。調整役として御家人と鎌倉殿の間を取り持つが、押しに弱く頼み事は断れぬため揉め事に巻き込まれやすい。御家人や一族間で対立が起こると最後まで平和的解決を探り、粛清の実行に苦悩し涙を流す。また、後悔の念を抱き続け、八重の死を天罰と語る。武芸は不得意だったが、重忠と一騎打ちを演じるまでに成長する。恋愛は奥手で女性を見る目はなく、義村から教わった「女子は大体きのこが好き」という女性観を生涯信じ、泰時にも伝授する。
頼朝からは「弟の一人」と評されるほど信頼され、本音を聞くことができる数少ない者の1人となる。彼の恐ろしさを知りつつ傍らで政治手腕を学び、後に「頼朝に似てきた」と称される。八重については幼い頃に好意を抱いて以降、一途に慕い続ける。夫婦になると良好な関係を築き、苦悩する心情を吐露する。八重が亡くなると深く傷心し、その想いは死の間際まで続くこととなる。泰時には、純粋であったかつての自分や八重と重ね希望を見い出す。政や粛清が原因となり対立するが、内心では認めている。政子との姉弟仲はよく、振り回されることも多いが常に励まし合い、政の方針を巡って対立するも生涯に渡り協力関係を貫く。
戦を嫌い政にも関心がなかったが、頼朝の真意を知り「鎌倉あっての北条」という考えで補佐する。当初は頼朝の粛清に異を唱えていたが、北条家や鎌倉を守るため苦悩しつつ頼朝の命を忠実に実行する。頼朝が亡くなると伊豆へ戻ろうとするが、政子の説得で頼朝の遺志を受け継ぎ、特定の御家人に力が集中せぬよう行動する。比企一族の横暴が目に余るようになると、悪い根を断ち切ることが役目だと自ら粛清を実行する。さらに、北条家を守るため頼家を幽閉したことで「坂東武者の世の頂点に北条が立つ」という宗時の遺志を実現させようと思い至ると、実朝を差し置いて政を運営し、泰時のために火種となりそうな御家人を手にかける。公暁の襲撃を回避して以降は「天に守られている」と自身を頼朝と重ねるが、承久の乱で討伐対象になると鎌倉を戦火から守るため命を投げ打つ覚悟をする。乱の終結後、のえと義村によって毒を盛られ病に伏し、政子との雑談中に発作を起こして急死する。政子に解毒薬を捨てられると、自身を楽にしようする姉の真意を悟り後を託した。
八重（やえ）
演：新垣結衣
義時の最初の妻。祐親と後妻の娘であり、義時の叔母。頼朝の先妻。江間次郎の元妻。
一途かつ頑固で、危険を顧みず行動しては周囲を振り回す。一方で機転が利き、相談事には的確な助言を与える。また、慈悲深く義時には阿弥陀如来に例えられる。義時との夫婦関係は良好で、当初は冷たい態度を取っていたが、思いを受け入れると一途に愛し支える。頼朝を如何なる状況でも想い続けていたが、義時の妻になった後は秋波を送られても受け流す。政子とは頼朝を巡り牽制し合うが、後に良好な関係を築く。千鶴丸についてはその死を知ると慟哭し、後悔の念は最期まで残り続ける。
父の留守中に頼朝と通じて千鶴丸を出産し、激怒した祐親によって頼朝と別離のうえ江間へ嫁がされる。頼朝の挙兵を密かに手助けし祐親に監禁されるが、頼朝軍に館を包囲されると義時に助け出される。その後も頼朝への思いが断ち切れず大倉御所に出仕するが、頼朝と亀の密通を目撃し父と兄が殺されると完全に拒絶する。その後、義時の提案で江間郷に移り、後に妻となる。金剛（泰時）を出産後は、戦災孤児の世話に生きがいを見出す。義時不在の日、川遊びの最中に取り残された鶴丸（盛綱）を発見し、千鶴丸と重ねて川へ入る。鶴丸を助けるも力尽きて流され、亡くなる。
比奈（ひな）
演：堀田真由
義時の2人目の妻。比企尼の孫娘。能員の姪。
おしとやかかつ上品で広い心を持つが、容姿の良さは自覚している。義時を一途に慕い献身的に支えるが、離縁させぬため起請文を書かせるなど想いが強すぎる面もある。一方、比企一族との関係も良好で、北条家との間で板挟みとなり思い悩む。泰時とも良好な関係を築くが、「義母上（ははうえ）」と呼ばれることは嫌う。幼い頃に万寿（頼家）とともに育ち、その性格をよく知る。北陸育ちで野生動物の生態に詳しい。
当初は頼朝の側女となるため能員によって送り込まれるが、政子に阻まれ失敗する。後に頼朝の指図で義時と娶され、富士の巻狩りで仲を深めると夫婦になる。義時が比企討伐を決意すると比企一族の動向を探り情報を流すが、実家を裏切った責任を感じる。さらに、義時が自身の処遇に悩んでいるのを察し、自ら離縁を申し出る。
のえ
演：菊地凛子
義時の3人目の妻。行政の孫。
裏表のある性格で、美男子や都人に弱く騙されやすい。表ではしとやかに振る舞い理解ある女性を演じるが、有力御家人の玉の輿に乗り、息子に家督を継がせて贅沢な暮らしを送るという野心を持つ。裏では義時を辛気臭い男と称し、夫婦間の信頼関係も皆無であるため、義時に「八重も比奈も、もう少しできた女子だった」と突き放される。また、泰時と義村には本性を見抜かれ、政子や実衣からも言動をたしなめられる。
文官たちの勧めた縁談にて義時と夫婦となり、政村を産むと嫡男にしようと義時や政子に働きかける。しかし、後鳥羽の討伐対象となった義時が相談もなく泰時に後を託すと、義時から京都守護に任命されていた兄が上皇の命で討たれたことも相まって怒りが爆発し、義村と組んで義時に毒を盛る。これを見破られると義時への不満を吐露し、義村が黒幕だと吐き捨てる。その後、体裁を気にする義時に離縁はせぬまま館から追い出された。
北条泰時（ほうじょう やすとき）
（金剛 → 北条頼時 → 北条泰時）
演：坂口健太郎（幼少期：松澤禾蘭 → 森優理斗）
のちの三代執権。義時の長男。母は八重。通称は太郎（たろう）。幼名は金剛（こんごう）。初名は頼時（よりとき）。義時が時政から執権を継ぐ以前は江間泰時（えま やすとき）を名乗る。
実直で私欲は持たず、物怖じせぬ頑固な性格。教養に優れるが、和歌は苦手。弓の腕前に長け、重忠を尊敬する。生真面目なため冗談を真に受け、恋愛も奥手。機転が利き、物事をよく観察して的確に分析・対処するが、空気を読まない言動をすることもあり、悩むと酒に逃げる。 源氏や他の御家人を粛清する義時に公然と異を唱えるため、頼家や実朝からは信頼され、御家人とも友好な関係を保つ。父とは度々衝突しつつも信頼を深め、義時に「かつての自分」として希望を託される。初からは生真面目さを指摘されつつも夫婦仲は良い。鶴丸とは、義時から恨んではならぬと諭されたことで良好な関係を保つ。広常の生まれ変わりとされる。
幼い頃から万寿（頼家）の遊び相手となり、後に近習となるが、頼家の政治手法や横暴に苦言を呈したことで近習から外される。比企討伐では一幡を密かに助けるが、義時が一幡を殺害すると反発し、頼家暗殺で親子関係に軋轢が生じる。畠山討伐で初陣を飾ると、父との関係に悩みつつその下で政を学び、和田合戦後に実朝に請われ側近となる。実朝が暗殺されると義時の専政を止めるため政策に異を唱えるが評議から外される。後鳥羽によって義時追討の院宣が出されると、義時から鎌倉の命運を託され総大将として進撃し、大勝利を収める。この後、六波羅探題に任命され施政者として独り立ちすると、学のない御家人でもわかる武士が守るべき定を作り始める。
初（はつ）
演：福地桃子（幼少期：久野楓名 → 遠藤みのん）
泰時の妻。義村の娘。
沈着冷静な現実主義者。観察眼に優れ、物事を客観的に判断して対処し、情勢を読む力もある。泰時との夫婦仲は良好で、夫の生真面目さを受け止め、悩みの多い夫を気遣う。また、度々対立する義父と夫の間を互いの気持ちを代弁しながら取り持つ。八重のもとで共に育った盛綱とも仲が良い。
北条朝時（ほうじょう ともとき）
演：西本たける（少年期：髙橋悠悟）
義時の次男。母は比奈。通称は次郎（じろう）。
陽気かつちゃっかりとした性格で、自覚はないが機転が利く。一方、無遠慮で軽率な行動も取る。優秀な義時や泰時への劣等感を抱き、自身を卑下する。義時には畏怖が勝るあまり「父を超える」という気概を持てずにいるが、泰時には相談事を持ちかけるなど頼りとする。女癖が悪く、「嫁に取る」という決まり文句で何人もの女性と関係を持つ。
比企討伐後に両親が離縁し、義時のもとに残される。よもぎに手を出したことで実朝の勘気に触れると、義時に叱責され鎌倉を追い出される。しかし、和田合戦にて初に呼び戻され、何気なく思いついた策で泰時に勝利への足掛かりを示す。泰時の進言により義時に許されると、承久の乱では泰時の補佐を義時から託され官軍に勝利する。
北条重時（ほうじょう しげとき）
演：加藤斗真
義時の三男。母は比奈。
北条政村（ほうじょう まさむら）
演：新原泰佑　(幼少期：林蒼央→塩田宙）
義時の四男。母はのえ。烏帽子親は義村。
北条時政（ほうじょう ときまさ）★
演：坂東彌十郎
初代執権。伊豆の豪族。義時の父。頼朝の舅。頼家と実朝の祖父。通称は四郎（しろう）。りくからは「しい様」、実朝からは「じじ様」、サツキからは「しいさん」と呼ばれる。
武芸に長ける無骨な坂東武者で、武士として一度決めたら命に変えても守り抜くことを信条とする。情に厚く、伊豆の所領、りく、息子と娘を死に物狂いで守ることが天命であるとし、勝つためには卑怯な手も実行する。物怖じせぬ性格で忖度もしない。一方で、楽観的かつお人好しなため交渉下手で騙されやすい。さらに、直情型のため挑発に乗りやすく、勢いに任せて後先考えずに行動しては後悔する。頭を使うことは不得意で、政の複雑さに嫌気がさし伊豆へ帰ろうとする。尚且つ面倒くさがりであり、時に役目を放棄する。野菜の育成に自信を持つ。昔から女子には苦労していないが女性の魅力に弱く、りくの言動にしばしば振り回される。頼朝に対しては、平家を坂東から追い出すための旗印に過ぎず信用していない。義澄とは悪友で軽口を言い合う仲。
頼朝を匿ったことで挙兵に協力する。広常の粛清後は、北条が生き残るには源氏に取り入り付き従う以外ないと決意を新たにし、京都守護となって全国における守護・地頭の設置を後白河に認めさせる。一幡が誕生すると比企家の権力増大に嫉妬し全成を次の鎌倉殿にするよう政子に懇願するが、政子が頼家を鎌倉殿と定めたため反発する。文官4人と景時・能員を宿老とする政治体制の構想を知ると、宿老にするよう義時に要求する。その後、政子の口利きで遠江守に任じられ御家人筆頭となるが、能員が一幡を嫡男にしようと動くと対立し、能員の計略で全成が死に追いやられると能員を騙し討ちにする。比企一族を滅ぼすと頼家を幽閉し、千幡（実朝）を鎌倉殿に就け自身は執権別当となり御家人の頂点に立つ。しかし、政を私物化するようになり、りくから武蔵を手に入れるようそそのかされ重忠と対立する。政範の急死を機にりくから畠山討伐を懇願されると、義時や時房の静止を聞かず戦へと突き進み、義時や他の御家人と対立する。やがて、実朝を出家させ朝雅を鎌倉殿に据えるというりくの計画に乗り謀反を起こすが、義時に館を包囲されて降伏し、自害を試みるも実朝や政子の助命嘆願によって出家ののち伊豆へ流罪となる。以後は二度と義時と会うことなく、10年後に死去する。晩年はサツキに面倒を見てもらいながら穏やかに暮らし、達観した様子を見せた。
鶴（つる）
演：吉田香織
時政の2人目の妻。
りく
演：宮沢りえ
時政の3人目の妻。義時の継母。
公家の娘という矜持から自尊心や嫉妬心が強く、他者と自分を比較する。都育ちのため権力内部の力学やからくりを知り、他人を陥れる策を次々と巡らす。また、頼朝や義村を誘惑して情報を聞き出そうと試みるなど、したたかでもある。坂東に来たことを「下向した」と思い、京の生活が忘れられず帰りたがる。そのため、時政を出世させることが京へ戻る最善の手段だと時政をけしかけるが、次第に坂東の気風に馴染んで物言いも乱暴となる。北条に嫁いで良いことは1つもなかったと言いつつ嫁いだことを誇りに思っている。
時政が京入りしていた折に見初められ、妻となる。政子が御台所としての地位を確立すると、夫の処遇が悪く自身も軽く扱われていると不満を抱き、頼朝と亀の密通を政子にほのめかして「後妻打ち」を耳打ちする。時政との間に政範が生まれると、跡を継ぐことを望む。また、一幡の誕生による比企の権力増大を恐れ、全成を鎌倉殿にするよう時政をけしかける。比企一族が滅ぶと幼い千幡（実朝）を鎌倉殿にして時政に政を行わせるよう迫り、回復した頼家の殺害を時政に進言する。時政が執権別当になると、千世を迎えるための使者として政範を上洛させるが、政範が京で急死し悲観に暮れる。その後、重保が政範を毒殺したと朝雅から告げられ、時政に畠山追討を懇願する。乱の終結後、義時が政子や広元と組んで時政から政の権限を奪うと、義村を味方にして実朝を出家させ、朝雅を鎌倉殿に就けようと動くが、義村の裏切りで館を包囲されると時政の助命を政子に嘆願する。事件の首謀者として流罪となると、蟄居生活に耐えられなくなり、京にいる娘のもとで華やかな生活を送る。しかし、時政のことは気にかけ、時房や泰時に時政の様子を尋ねる。
北条宗時（ほうじょう むねとき）
演：片岡愛之助
時政の嫡男。義時の同母兄。通称は三郎（さぶろう）。
真っ直ぐかつ楽観的で、正しいと思ったことにはひたすら突き進むが、根回しが足りず事後処理は義時に丸投げする。武芸に長け、自身を「戦うために生まれてきた男」と称する。平家嫌いで、源氏を担いで坂東の地から平家を追い出し坂東武者の世を作るという野望を持つ。
頼朝を北条の館で匿い、彼を奉じて平家の世に不満を持つ坂東武者とともに挙兵すると、信遠らを討ち取るが石橋山で平家方の軍勢に大敗する。戦場から脱出後、頼朝の仏像を取りに館へ戻るが、善児の手に掛かり非業の死を遂げる。その直前、義時だけに「坂東武者の世の頂点に北条が立つ」という真の野望を語っており、その遺志は義時に引き継がれる。
北条時房（ほうじょう ときふさ）
（北条時連 → 北条時房）
演：瀬戸康史
時政の三男。母は鶴。義時の異母弟。通称は五郎（ごろう）。初名は時連（ときつら）。りくに「トキューサ」と聞き間違えられ、時政・実衣・後鳥羽からも同様に呼ばれる。
童顔かつ人懐こい性格で「愛嬌がある」ことを自覚する。子供好きで人当たりが良く、仲裁役を務めることも多い。一方で、義時の粛清や裏工作に加担するなど現実主義的な面もある。さらに、目上の人物にも物怖じせず意見し、りくにも正面きって苦言を呈する。孤立しがちな義時が唯一本心を語れる相手で、良き相談相手となる。手先は不器用だが蹴鞠の才があり「鎌倉一の蹴鞠の名手」として京でも噂となる。さらに後鳥羽にも才を認められる。
頼家の治世となると、義時から頼まれ頼家の近習となる。その後は義時を手助けし、比企一族の討伐に加担すると、畠山討伐では義時とともに時政を制す。時政失脚後も義時の補佐役として実朝の唐船建造を妨害し、公暁の実朝暗殺計画を黙認する。実朝の死後、新たな鎌倉殿を下向させるため1千騎の兵を率いて上洛し、朝廷に脅しをかける。この際、蹴鞠の勝負で後鳥羽に認められ、親王の代わりとなる人物を下向させることを約束させる。後鳥羽が挙兵すると義時追討の院宣を受け取るが、宇治川にて官軍を撃ち破る。この後、六波羅探題として西国への目配りを行いつつ、朝廷を頼らず武士が中心となって行う新たな政の形を模索する。
北条政範（ほうじょう まさのり）
演：中川翼
時政の四男。母はりく。義時の異母弟。
北条家の後継者として期待されるが、千世を迎える使者として上洛した際、朝雅により毒殺される。

#### 北条家の親族・家人・従者
牧宗親（まき むねちか）
演：山崎一
公家。りくの兄。
都文化に通じ京のしきたりに厳しい。いけずな性格で他人の不幸を楽しむ。責任転嫁する癖もあり、自身に害が及ぶと取り乱す。
御台所となった政子に作法などを教育するため、りくの要請で鎌倉へ下向する。りくが提案した「後妻打ち」を引き受けると亀の屋敷を少しだけ壊すつもりだったが、屋敷を警備していた義経に手伝わせたことで屋敷が炎上する大事となる。激怒した頼朝により、義経を煽動した罰として髻を切られる恥辱を受ける。
伊賀光季（いが みつすえ）
演：日笠圭
京都守護。のえの兄。義時の義兄。行政の孫。
承久の乱において官軍に討たれる。
平盛綱（たいら の もりつな）
（鶴丸 → 平盛綱）
演：きづき（少年期：佐藤遙灯）
御家人。泰時の従者。常陸の百姓の子。幼名は鶴丸（つるまる）。
孤児だった頃は感情を表に出さず人付き合いも苦手だったが、北条家の愛情を注がれた後は明朗快活で心優しい性格となり、強い忠義心で泰時を補佐する。官僚的業務をこなす一方、弓の腕にも優れる。ともに育った泰時や初とは仲が良く、特に泰時とは「太郎」と呼びタメ口で話す間柄で、対立する北条父子の間も取り持つ。一方で、朝時には苦手意識を持つ。
飢饉で両親を失い八重に育てられる。川遊びで流されかけたところを八重に助けられ、成長後は常に頼時（泰時）に付き従う。義時が御家人の頂点に立つと、「太郎の命綱」という意味合いを込めた「盛綱」の諱を与えられ、源氏の世が安泰となった証として「平」の姓を名乗る事を許される。また、弓の技比べの功績により御家人となる。承久の乱では宇治川の渡河戦において褌一丁で川に入り、肩に流れ矢を受けるも生き延びる。戦後、「私はいつも誰かに守られている」と語る。
善児（ぜんじ）
演：梶原善
義時の下人。元は祐親・景時の下人。百姓出身。トウからは「お師匠（おししょう）」と呼ばれる。
刺客として暗殺の実行、粛清の手助け、諜報活動を行う。任務には感情を持ち込まず、俊敏な身のこなしと圧倒的剣技で標的を仕留める。主の命を粛々と実行し、元主人や幼子を殺すことも厭わない。畑仕事に精通し、手先も器用。
祐親の家人として千鶴丸や宗時を手に掛け、後に重忠に捕縛されると景時の命で祐親を暗殺する。以降は景時の家人となって任務を請け負いつつ、範頼の暗殺にて口封じで殺害した百姓夫妻の娘・トウを後継者として育る。景時失脚後は義時の下人となるが、泰時の命で一幡を預りともに時間を過ごす中で思いに変化が生じる。義時から一幡の暗殺を命じられると涙ながらに拒否し、トウが代わりに殺害すると墓を作る。翌年、頼家暗殺を実行するが、頼家が書いた「一幡」の文字を目にして動揺し致命傷を負う。トウが頼家を殺害すると逃走を図るが、トウに止めを刺された。
トウ
演：山本千尋（少女期：高橋愛莉）
義時の下人。善児の弟子。五藤太の娘。
刺客や諜報活動を行う。任務中は感情を表に出さず、主命とあれば幼子も手にかけるが、「主の命がなければ殺さない」という信念を持ち、任務外では笑顔を見せる。剣技に長じ、抜群の身体能力を持つ。容姿端麗であり、義村に「俺の女になれ」と粉をかけられる。善児に強い復讐心を抱くが、一切表に出さず従い続ける。
少女時代に両親を殺され、実行犯の善児に育てられる。義時の配下になると比企討伐で初めて戦に参加し、せつを刺殺する。また、秘密裏に匿っていた一幡も殺害する。頼家暗殺の命を受けると、頼家を討ち取るとともに重傷を負った善児にも止めを刺し、仇討ちを果たす。善児の死後は職務を引き継ぐが、仲章の暗殺では罠にかかり捕縛される。その後、実朝暗殺の混乱に乗じて脱出し、自害を試みる政子を見つけて諫める。これがきっかけで政子のもとに身を寄せると、戦災孤児たちの武芸の師匠となる事を勧められ暗殺業から足を洗う。
くま
演：田中なずな
りくの侍女。

### 源氏

#### 鎌倉殿とその妻子
源頼朝（みなもと の よりとも）
演：大泉洋（少年期：生駒星汰）
初代鎌倉殿（源氏将軍）。源氏の棟梁。源義朝の三男。時政の娘婿。かつての官職・右兵衛権佐にちなんで「佐殿（すけどの）」、鎌倉入り後は「鎌倉殿（かまくらどの）」と称される。広常からは「武衛（ぶえい）」と呼ばれる。
政略眼に長け、平家を追討して「あるべき世」に戻すという志を持つ。弓の腕前に優れ、和歌の才もある。人身掌握に優れ、「嘘も誠心誠意つけば真になる」として人当たりのよい態度と嘘を用いて坂東武者の心を掴む。しかし、所領と一族を第一と考える彼らとは悶着を招くことも多い。また、苦労して育った境遇から猜疑心が強く、他人に本心を見せず、一度疑いを持つと身内でも冷酷な態度を貫く。一方で、信頼を寄せる者には本心を明かす。女癖が悪く、女性にだらしない頼家を「女好きは我が嫡男の証」と褒める。度々訪れる命の危機を回避する運の強さを持ち、「天に守られている」と評される。信仰心に厚く観世音菩薩を信仰し、髻の中には比企尼から託された観音像を忍ばせる。
清盛によって伊豆に流されると、伊東家を平家打倒の後ろ盾にするため八重と通じるが失敗し、北条家に匿われると政子に近づく。政子を正室とし北条家や周辺豪族とともに挙兵すると、石橋山では大敗するが命の危機を脱しながら勢力を盛り返し、鎌倉入りを果たす。富士川で平家軍を退けると大蔵御所に入り、独自政権を作る。その後は、粛清や謀略を用いて御家人を恐怖政治で統治し、特定の御家人に権力が集中しないよう手を打つ。また、朝廷に接近しながら義仲追討を果たすと、信濃源氏や甲斐源氏の力を削ぎつつ平家を滅ぼす。義経に不信感を抱くと鎌倉入りを拒否し、関係修復を試みるも義経が挙兵したため追討を命じる。日本全国における守護・地頭の設置を後白河に認めさせると義経を死に追いやるが、その首が鎌倉に届くと首桶にすがりつき涙を流す。続いて奥州藤原氏を滅ぼすと上洛して後白河と対談し、その死後は朝廷から征夷大将軍に任じられる。富士の巻狩りにて曽我兄弟が自身への暗殺未遂事件を起こすと、天命を感じなかったことから残された時間は長くないと痛感し、大姫の入内を進める。しかし、彼女が若くして亡くなったため範頼による呪詛を疑い殺害を命じる。後に更なる強い人間不信に駆られ精神を病むが、周囲の人々との対話を経て「自分の運命を受け入れる」という考えに至り、大御所となって自由に生きようと決意する。その直後、馬上で突然意識を喪って落馬すると、長い昏睡状態の末に政子の前で一度目を覚まし亡くなる。
政子（まさこ）
演：小池栄子
頼朝の後妻。時政の長女。義時の同母姉。頼朝婚姻後は「御台所（みだいどころ）」、頼朝没後に落飾して「尼御台（あまみだい）」と呼ばれる。実朝没後、三寅の後見となり「尼将軍（あましょうぐん）」と称する。
前向きで負けん気が強く、雅やかさに目がない。権力欲は無く、無用な争いを嫌う。また、慈悲深く我が子に深い愛情を注ぎ、家族に危機が迫ると自ら進んで政の世界に身を置く。他人の助言を聞き入れる柔軟性もあるが、為政者の妻となり何気なく発した言葉の重みと影響力に戸惑う。頼朝とは度々衝突するが夫婦仲は良い。頼家に十分な愛情を注げず実朝を影から手助けするが、心の内では鎌倉殿を早々にやめて穏やかに生きてほしいと願う。そのため、考え方の異なる実衣と衝突する。実朝の死後は、息子たちへの後悔の念から三寅に愛情を注ぐ。義時に対しては頼りとし、頼朝死後は対立・牽制し合いながらも最後まで協力関係を貫く。御家人の不満や相談事に対して積極的に耳を傾け、彼らからの信頼も厚い。
北条館に匿われた頼朝に一目惚れし正妻となる。鎌倉入り後に嫡男・万寿（頼家）を出産するが、亀と頼朝の密通を知り「後妻打ち」を仕掛ける。義高が幽閉されると頼朝を説得するが願い叶わず、怒りを露わにする。大姫の入内計画では丹後局と対面時に叱責され、大姫が亡くなると悲しみに暮れる。頼朝の死後は政への介入を拒むが、義時の説得で鎌倉殿を頼家と定める。落飾して尼御台となると義時を宿老に加え頼家の横暴を諫めるが、同時期に三幡を亡くす。宿老が相次いで死去すると北条が鎌倉を守らねばと考え、全成の死を機に比企討伐を容認する。その際、一幡の命は取らぬよう義時に誓わせるも反故にされ、次は頼家が危険だと自ら頼家に釈明するが拒絶される。
実朝の鎌倉殿就任後はりくや実衣と対立する。畠山討伐後、義時に促され時政から政の権限を奪うが、りくと時政が謀反を起こすと助命を嘆願する。その後は悩む実朝を諭しつつ、義時に不満を持つ御家人の相談相手となる。義時と和田一族が対立すると一度は矛を収めさせるも戦となり、後に丹後局から尼御台としての覚悟が定まらぬことを指摘され決意を新たにする。同時期、義時との間で板挟みとなりながらも実朝の唐船建造を支持し、計画が頓挫すると実朝を大御所にして次期鎌倉殿を朝廷から迎える策を思いつく。義時らが反発すると京で兼子と会談し、頼仁の下向を約束させる。実朝の右大臣拝賀式当日、頼家の死の真相を知った実朝から叱責され、直後に実朝と公暁を同時に亡くすと自害を試みる。しかし、トウに説得されて断念し、伊豆への帰国も義時に阻まれる。実衣の謀反計画が発覚すると助命を嘆願し、民衆からの励ましを受け生きる活力を得ると、義時を止めるため「尼将軍」を名乗り三寅の後見となる。さらに、この権限を利用し幽閉中の実衣を助ける。
後鳥羽が挙兵すると、義時を救うため御家人の前で演説を行う。乱の終結後、体調を崩した義時の見舞いに訪れた際、病死だと思っていた頼家の死の真相と、先の戦で廃位させた幼帝の暗殺計画を告げられる。直後に義時が倒れると、弟がこれ以上手を汚さぬよう解毒薬を捨て最期を看取る。
千鶴丸（せんつるまる）
演：太田恵晴
頼朝の長男。母は八重。頼家と実朝の異母兄。泰時の異父兄。
その誕生を清盛に知られることを恐れた祐親の命で、善児に川遊びと称して連れ出され溺死させられた。
大姫（おおひめ）
演：南沙良（幼少期：難波ありさ → 落井実結子）
頼朝の長女。母は政子。頼家と実朝の同母姉。
活発かつ無邪気で心優しい。義高に一目惚れすると良好な関係を築き、生涯にわたって一途に愛する。しかし、彼が亡くなると傷心のあまり感情を失う。のちに笑顔を取り戻すが心的外傷に悩まされ、スピリチュアル的な言動や生を諦め死を意識した発言をする。
頼朝の意向により義高の許嫁となる。義高の命が危うくなると、喉元に短刀を突きつけ頼朝に助命を嘆願するが、願いは叶わず心を閉ざす。その後も義高の死を引きずり高能との婚礼を断るが、義高の面影が薄れてゆくことに不安を感じ巴の元を訪ねる。その際、彼女から励まされて前を向くことを決意し、後鳥羽に嫁ぐため上洛するが、丹後局に見通しの甘さを叱責されて失踪騒ぎを起こす。これが原因で床に伏すと「死ねば義高に会える」という考えに至り、上洛の2年後に亡くなる。
三幡（さんまん）
演：東あさ美（幼年期：太田結乃）
頼朝の次女。母は政子。頼家の同母妹。実朝の同母姉。乳母夫は親能。
大姫の入内計画を引き継ぐが、頼朝の死去から半年後に病死する。
源頼家（みなもと の よりいえ）
（万寿 → 源頼家）
演：金子大地（幼少期：丸山蒼來 → 田代瑞希 → 藤原響 → 鳥越壮真）
二代鎌倉殿。頼朝の次男（嫡男）。母は政子。時政の孫。幼名は万寿（まんじゅ）。乳母夫は能員。乳母は道。
聡明で誇り高く、負けん気が強い。頼朝の後継者としての気慨を強く持ち、鎌倉殿という立場の重さと日々戦いつつ政務に意欲的に取り組む。また、根気強い面もあるが、困った時ほど助けを求められず、積極性が仇となり空回りすることも多い。さらに、血気盛んで嫉妬深く女性関係にもだらしないため、問題行動を起こしては不要な諍いを招く。泰時には信頼を寄せつつ劣等感や嫉妬心を抱き、政の方針を巡って対立する。幼い頃より猜疑心の強い父の姿を見ていたことから御家人を全く信用せず、本音を包み隠さず言い放っては衝突する。一方で、比企一族の娘・せつとは、当初は冷淡な態度を取っていていたが、彼女から素直な思いを打ち明けられると信頼を寄せる。
比企館で誕生し、元服するとせつとの間に一幡を儲ける。鎌倉殿に就任後は頼朝を越えることを宣言し、6人の若手御家人を近習とするが、代替わりによる訴訟の増加やつつじとせつの対立に嫌気が差して蹴鞠に没頭する。さらに信頼を寄せていた義時や景時が宿老に就任し合議制が発足すると、6人の近習を重用して13人の宿老と対立する。その後、景盛の妻の略奪を政子に諌められ御家人からの信頼を失う。景時排斥を求める連判状が出されると景時を奥州へ流罪と決め、合議制が崩壊すると自身で政を進めようとするが、能員の反発に遭い己の家のみを考える御家人に苛立ちを覚える。周りの誰もが信じられぬ中、せつから強い思いを伝えられると心を動かされ、一幡を嫡男と定めて彼女とともに鎌倉をまとめることを決意する。しかし病に倒れ、能員の進言により自身を呪詛した咎で全成を流罪とするが、危篤状態に陥っている間に北条家によってせつが殺害されてしまう。後に病状が回復すると激怒し、北条追討を義盛と忠常に命じるも、義時によって修禅寺に幽閉される。幽閉先では義村や重忠を味方に引き入れ再起を図ろうと試みるが失敗し、後鳥羽へ送った北条討伐の院宣を求める書簡も鎌倉方の知るところとなり、義時から刺客を放たれる。泰時の報告でこれを知り、善児を迎え撃つと一騎討ちの末に致命傷を与えるが、トウに背後から斬られ絶命する。
つつじ
演：北香那
頼家の正妻。賀茂重長の娘。母は源為朝の娘。
暗君の妻として謂れなき汚名を着させられ、日蔭者として目立たぬよう生きる。善哉（公暁）の成長のみを楽しみとし、頼家の分まで生きてほしいと願う。
頼家の意志で結婚相手として選ばれ、為朝の孫娘という血筋により正妻となる。公暁が実朝の暗殺を企てると、自分の生涯に悔いなど無いこと、命を危うくしてはならぬことを涙ながらに訴えて思いとどまるよう説得する。しかし、公暁に反論され失敗する。
せつ
演：山谷花純
頼家の側女。能員の娘。母は道。
芯が強く、一幡に深い愛情を注ぐ。一幡を頼家の跡継ぎとする欲は無く、ただ純粋に頼家に振り向いてほしいと願う。
正妻になる予定だったが、つつじの登場により側女とされる。頼家がゆうやつつじの元にのみ通うと心を痛めるが、政子から助言を得ると頼家を支えたいという素直な思いを伝え、頼家の信頼を得る。北条の比企追討によって屋敷を囲まれると、道に諭され一幡を連れての脱出を図るが、トウにより刺殺される。
一幡（いちまん）
演：相澤壮太（幼年期：佐野仁音 → 白井悠人）
頼家の長男。母はせつ。能員の孫。
無邪気かつ活発で、その無垢な心ゆえに善児の心をも動かす。
比企討伐の際に泰時により助けられ、善児の小屋に匿われる。善児と過ごすうちに彼を慕うようになるが、生存を知った義時の命で殺される。その際、善児が殺すことを躊躇したため、トウに水遊びと称して連れていかれた。
公暁（こうぎょう）
（善哉 → 公暁）
演：寛一郎（幼少期：米丸玲央 → 中野晃太朗 → 長尾翼 → 高平凛人）
頼家の次男。母はつつじ。幼名は善哉（ぜんざい）。乳母夫は義村。
頭が切れ剣の腕も立つが気性が荒い。また、思慮が浅く騙されやすい。頼家の子として生まれながら武士の名を持たぬことに劣等感を持ち、歴史に名を刻みたいと願う。
つつじのもとで育ち、比企一族の滅亡後は義村の館で匿われる。同時期、比企尼に「北条を許すな」と言い含められるが、つつじからは父は病死と教えられ、それを信じたまま成長する。政子の計らいで実朝の猶子となると後に出家し、園城寺で修行し鎌倉に帰還する。実朝の後継者として鎌倉殿を継ぐ意欲を示すが、実朝の皇族将軍構想を知ると憤慨し、鶴岡八幡宮の別当として協力するよう実朝に求められるが拒絶する。その後、親王の鎌倉下向が決まると鎌倉殿になる夢を諦めるが、北条家が父や兄を殺して実朝を鎌倉殿に祭り上げたと義村から告げられ、比企尼の言葉を思い出すと自身が正当な鎌倉殿であるとして実朝と義時の暗殺を決意する。実朝の右大臣拝賀式にて計画を実行に移すと、実朝暗殺には成功するが、義時と誤認して仲章を討ってしまう。逃亡中、御所にいる政子を訪ね、鎌倉殿の証である義朝の髑髏を持ち去るが、三浦の館へ逃げ込んだところを義村に刺殺された。
源実朝（みなもと の さねとも）
（千幡 → 源実朝）
演：柿澤勇人（幼少期：吉川魁理 → 土橋蓮 → 水戸部巧芽 → 嶺岸煌桜）
三代鎌倉殿。頼朝の三男。母は政子。時政の孫。幼名は千幡（せんまん）。乳母夫は全成。乳母は実衣。「鎌倉右大臣（かまくらうだいじん）」と称され、義盛からは「羽林（うりん）」と呼ばれる。
内向的な性格で、無用な争いを好まず雅を愛する。突出した和歌の才を持つが、弓や馬の稽古などは不得手。気遣いができ、意志が強く度胸もあるため御家人に慕われ、時政に「頼朝を超える鎌倉殿」、義盛に「理想の鎌倉殿」と評される。義盛とは親しく付き合い、義盛邸を度々訪れる。泰時に対して恋愛感情を持つため苦悩し、盛綱には嫉妬心を露わにする。千世とは自身の性的指向を明かせず避ける日々が続いていたが、苦悩する彼女の様子に心を痛め告白した後は良好な関係を築く。
頼家が幽閉されると幼くして元服し鎌倉殿となる。千世が正室に決まると、自身の意思に関わらず全てが決まる事に戸惑う。時政と重忠が対立すると、時政に誘導され畠山討伐の下文に署名したことで重忠が挙兵し、自身の役目と改めて向き合うことになる。この後、謀反計画を企てた時政に自身の出家と朝雅の鎌倉殿就任を認める起請文を書くよう脅されると最後まで拒否し、時政を感服させる。義時と義盛との間で戦が勃発すると義盛を直接説得し降伏に導くが、三浦勢によって義盛が討たれたため積極的に政を行うことを決意し、後鳥羽の力を借りて安寧の世を築こうと考える。同時期、和卿から唐船の建造を進言され、渡宋によって交易を行い医王山にある釈迦の骨を持ち帰ることで功徳を積もうと考える。この計画は義時の計略で頓挫し政への気力を失いかけるが、政子の励ましと助言を受け親王将軍計画を宣言する。その後、公暁に鶴岡八幡宮の別当として次期鎌倉殿を支えるよう頼むが、鎌倉殿の座を望んでいた公暁を激怒させる。のちに親王の後見となるため左大将に任ぜられ、内大臣、右大臣と昇進する。右大臣拝賀式の当日、御所を鎌倉から京へ移す計画を義時に打ち明けたことで見限られる。その直後に頼家の死の真相を知ると、公暁に謝罪しつつ鎌倉を源氏の手に取り戻そうと説得するも失敗する。八幡宮の大階段にて公暁の襲撃を受けると、泰時から渡されていた短刀を捨て抵抗せず斬殺される。暗殺後、部屋から皆に別れを告げる和歌が発見された。
千世（ちよ）
演：加藤小夏
実朝の正室。坊門信清の娘。後鳥羽の従妹。
優雅な物腰で温和かつ気丈な性格。実朝の良き妻であろうとし、当初は実朝と心が通じず寂しさを感じていたが、彼が抱える秘密を明かされて以降は伴侶としてともに人生を歩む決意をする。
後鳥羽の意向により鎌倉に下向し、実朝と結婚する。夫婦として実朝と閨をともにすることができず、世継ぎの誕生を切望する政子や実衣の期待に応えられない事に悩むが、実朝から真意を打ち明けられると良好な夫婦関係を築く。実朝が公暁に暗殺されると悲しみに暮れる。その際、実朝が遺した別れの歌を発見し、政子や実衣に伝えた。

#### 鎌倉殿の従者・側近・側女
安達盛長（あだち もりなが）★
演：野添義弘
頼朝の従者。妻は比企尼の娘。通称は藤九郎（とうくろう）。
心優しく涙もろい。押しに弱いが、ならぬと思ったことは毅然と諫止する。忠義心が強く源氏の家人として忠節を尽くしており、頼朝が本心を明かせる数少ない人物。また観察眼に優れ状況判断力も高い。頼朝と御家人との間に隙間風が生じることを常に心配する。名誉や官位には関心が無く、生涯無位無官で通す。
流人時代から頼朝に仕え、挙兵に際しては坂東武者の説得にあたる。また、富士川や金砂城の戦にも参加し、「軍功特に大なり」と評される。その後も頼朝に常に付き従い、頼朝の死後は出家し菩提を弔いながら余生を過ごすつもりでいたが、能員からの強引な勧誘を受け宿老となる。頼家が景盛の妻を奪おうとすると、処罰を受けることも厭わず諌める。そのため、頼家から親子共々死罪を命じられるが、政子や義時の諫言で命を救われる。病を患うと頼朝の墓の傍に骨を埋めてほしいと義時に頼み息を引き取る。
安達景盛（あだち かげもり）
（弥九郎 → 安達景盛）
演：新名基浩（少年期：渡部澪音）
盛長の嫡男。比企尼の孫。幼名は弥九郎（やくろう）。
ゆう
演：大部恵理子
景盛の妻。
小笠原長経（おがさわら ながつね）
演：西村成忠
頼家の側近。通称は弥太郎（やたろう）。
中野能成（なかの よしなり）
演：歩夢
頼家の側近。通称は五郎（ごろう）。
亀（かめ）
演：江口のりこ
頼朝の愛妾。安房の漁師の娘。
頼朝の寵愛を受けるが、出自に劣ることもあり八重や政子に対抗心を燃やす。一方で、頼朝に相応しい女になるため文筆を学ぶなど、努力家な面もある。男好きで、義村からの誘いを受け入れ、広常には色目を使う。
安房にて頼朝に夫の存在を伝えず召し出される。鎌倉入り後は政子の侍女頭を務めつつ密かに頼朝と逢瀬を重ね屋敷を与えられる。しかし、政子に「後妻打ち」として屋敷を燃やされ、義村の手引きで広常の屋敷に匿われる。政子の来訪を受けると、頼朝から身を引くことを約束し、坂東の女から憧れられる御台所として恥ずかしくない教養を身につけるよう助言する。
よもぎ
演：さとうほなみ
大倉御所に仕える女房。

#### 源頼朝の兄弟とその関係者
源範頼（みなもと の のりより）
演：迫田孝也
義朝の六男。母は遊女。頼朝の異母弟。全成・義円・義経の異母兄。遠江蒲御厨で生まれ育ったため、「蒲冠者（かばのかじゃ）」「蒲殿（かばどの）」と呼ばれる。
生真面目かつ穏やかな性格。兄弟想いで野心はなく人を疑うこともない。戦には堅実的な戦術で臨み、剣の腕も立つ。身分の上下に関わらず御家人と接するため人望も厚い。
頼朝のもとへ参上すると愚直に補佐し、西国遠征では本軍の総大将を務める。一ノ谷で勝利を収めると九州へ渡って平家軍の退路を遮断し、壇ノ浦で平家を滅ぼした後は戦後処理にあたる。頼朝の上洛に際して御家人の不満が高まるとこれをまとめ上げ、頼朝との間を取り持つ。しかし、富士の巻狩りにおいて頼朝暗殺の報がもたらされた際、能員に説得されて鎌倉を守るために鎌倉殿就任を決意したため、のちに頼朝から謀反の疑いをかけられる。その後、身の潔白を証明しようとするが広元に断罪され、弁明する気力を失う。比企尼の助命嘆願で修善寺に幽閉となり穏やかに暮らしていたが、頼朝から大姫呪詛という無実の罪を着せられ善児によって暗殺された。
阿野全成（あの ぜんじょう）
演：新納慎也
義朝の七男。母は常盤。頼朝と範頼の異母弟。義円と義経の同母兄。時政の娘婿。千幡（実朝）の乳母夫。醍醐寺で修行しており「醍醐禅師（だいごぜんじ）」と称する。剛毅な性格から「悪禅師（あくぜんじ）」と呼ばれたこともある。
陰陽の術に長けるが、占いの的中率は五分五分かつ妖術が成功することもないため思い悩む。野心はなく兄弟思いで、人を恨まず争いも好まない。一方で、占い結果には忠実に従い、場合によっては粛清も提案する。押しに弱いため度々厄介事に巻き込まれる。北条家との関係は良好で、実衣との夫婦仲も良いため、妻のためには危険も犯す。
頼朝と合流すると占いを用いて補佐し、政子が懐妊すると男子を産むためには千鶴丸の成仏が必要だと祐親の暗殺を示唆する。実衣とは鎌倉入り後に夫婦となり、千幡が誕生すると乳母夫になるのは「吉」という占い結果により引き受ける。頼朝が昏睡状態に陥ると、時政とりくから鎌倉殿になるよう説得され承諾するが、頼家が鎌倉殿となったことで実衣との間に確執が生まれる。時政とりくから頼家の呪詛を依頼されると、千幡を鎌倉殿とし実衣を喜ばせようと承諾するが、役目の重さと戦う頼家の姿を見たことで呪詛を止め、実衣に素直な思いを告げ夫婦関係も修復される。その直後、頼家が病に倒れ屋敷から呪詛道具が見つかると能員らに監禁される。義時や政子の奔走によって死罪は免れ、頼家から常陸に流罪を命じられるが、能員から「実衣の命が危ない」という偽情報を流され再び頼家の呪詛を行う。これが発覚し死罪となると、妖術を用いて嵐を呼び起こした後、知家に斬首された。
実衣（みい）
演：宮澤エマ
全成の妻。時政の次女。義時の同母妹。千幡（実朝）の乳母。
周囲に翻弄される家族を興味津々に観察する一方、口が軽いため重要な話を事後報告されることが多い。また、正直者ゆえ場の空気を乱す発言をする。美男子に弱く騙されやすい。政子には劣等感を抱く。実朝には武士の手本となり正しい政を行える鎌倉殿になってほしいと考え、意見の異なる政子の介入を嫌い教育方針を巡って衝突する。
頼朝が鎌倉入りを果たすと全成と夫婦になり、千幡の乳母となる。富士の巻き狩りにて頼朝・頼家暗殺の報がもたらされると、跡を継ぐのは千幡であると権力欲を露わにする。さらに、頼朝が昏睡状態となり全成が鎌倉殿候補となると歓喜するが、政子が頼家を鎌倉殿に定めると敵意を持つ。その後、朝光の色仕掛けにかかり景時失脚の駒として利用され全成との夫婦関係が悪化する。後に全成の心の内を知り関係修復に至るが、全成は能員の陰謀によって死罪となり、頼全も京にて殺されたため比企への憎しみを募らせる。頼家が病から回復すると、千幡を鎌倉殿とするため頼家の仏門入りに賛同し、神仏は全成を護ってくれなかったと落飾を拒む。実朝が鎌倉殿となると、仲章を教育係とし強引に実朝の縁談を進める。実朝が京から養子を迎えて大御所となることを宣言すると反対し、あわよくば時元を鎌倉殿にしようと考える。実朝暗殺後には時元を鎌倉殿に就けようと動くが、これを義時に利用され時元を殺される。また、自身も処罰の対象となり幽閉されるが政子に命を救われる。出家して政子の側近となると、戦で親を失った孤児たちの世話をする。
頼全（らいぜん）
演：小林櫂人
全成の長男。母は実衣。
京の寺にて修行中、能員の命を受けた仲章率いる西国の御家人らによって殺される。
阿野時元（あの ときもと）
演：森優作（少年期：松平将馬）
全成の次男。母は実衣。実朝とは乳兄弟。
実朝とは同じ源氏の一族かつ乳母子としてともに育った身でありながら鎌倉殿とその近習という扱いの差に不満を持つ。腹に一物持っているが表には出さず、人知れず野心を滾らせる。
実朝の鎌倉殿就任後に近習となり、時政が実朝の更迭を図った際には実朝の情報を密かに流すが、時政失脚後も近習の務めを続ける。実朝が暗殺されると、実衣の言葉もあり鎌倉殿の座を狙って挙兵を企むが、義時の差し向けた軍勢に囲まれ自害する。
全成と実衣の長女
演：永野ほの波
義円（ぎえん）
演：成河
義朝の八男。母は常盤。頼朝の異母弟。全成の同母弟。幼名は乙若（おとわか）。
孫子の兵法や和歌に精通し、弓矢の名手でもある。素直ゆえに他人を疑わず、頼み事も断れない。
鎌倉へ参上しすぐに頼朝や政子の信頼を得るが、義経から嫉妬される。行家から平家討伐の誘いを受けると、義経の悪意を含んだ助言を信じて行家とともに西上するが、頼朝に認めてもらおうと功を焦り墨俣川にて討たれる。
源義経（みなもと の よしつね）
演：菅田将暉
義朝の九男。母は常盤。頼朝の異母弟。全成と義円の同母弟。通称は九郎（くろう）。静や弁慶からは「御曹司（おんぞうし）」と呼ばれる。
源氏としての誇りが高く、坂東武者と同列に扱われるのを嫌う。また、自分勝手で思い通りにならぬと暴走し、嫉妬深く兄弟にも対抗意識を燃やす。さらに、思ったことをそのまま口にすることで軋轢を生むことが多々あり、頼朝や義時を悩ませる。一方で母性愛に飢え、政子に甘える。さらに純粋で心優しい面もあり、義時に「羨ましいほどに真っ直ぐすぎた」と評される。戦の才は突出しており、誰も考えつかぬ斬新な戦術を繰り出すが、卑怯な手段を用いることも辞さぬため周囲の反発を招く。景時とは戦術を巡って対立するが、自身のことを一番理解してくれる人物と評価する。
頼朝が鎌倉入りする頃に参上し頼朝を感動させるが、義円を陥れたり、亀の館を破壊したりするなどの問題を起こす。西国遠征では先発隊の大将を務め、宇治川で義仲を破ると一ノ谷では平家軍に勝利し、後白河から検非違使に任じられる。屋島で勝利を収めたのち壇ノ浦で平家を滅ぼすが、戦う相手がいなくなると「私は戦場でしか役に立たぬ」と卑下する。その後、後白河の謀略で頼朝との溝が深まると関係修復を望むが、宿舎を昌俊に襲われた際に行家から頼朝の仕業であると告げられ頼朝追討の兵を挙げる。しかし、兵が集まらず後白河からも見捨てられたため奥州へ逃れる。秀衡が亡くなると衣川館で里や娘と静かに暮らしていたが、突如訪ねてきた義時から静の悲劇を聞かされ挙兵を決意する。泰衡に館を攻められると義時の計略を見抜いたうえで里と娘を手に掛け、義時に鎌倉攻略の策を披露した後、平泉を守るために自ら死を選ぶ。首は鎌倉へ届けられ、頼朝と無言の再会を果たした。
里（さと）
演：三浦透子
義経の正妻。比企尼の孫娘。能員の姪。
誇り高く嫉妬深い。強烈な独占欲を持つため静に対抗意識を燃やし、手段を選ばず義経を振り向かせようとする。
能員の策略により、源氏との結びつきを強めるため義経に接近する。義経の西国遠征中に夫婦となるが、静の存在を知り義経の子を宿していることを聞くと、静を殺害するため義経の宿所を昌俊に襲撃させる。義経が頼朝から追われる身となると、奥州へ逃れて女児を儲ける。後に泰衡の軍勢が迫ると昌俊襲撃の真相を告白し、激昂した義経に刺殺された。
義経と里の娘
演：泉谷星奈
静御前（しずかごぜん）
演：石橋静河
義経の愛妾。都随一の白拍子。義経からは「静（しずか）」と呼ばれる。
気丈で誇り高く、活発かつ芯が強い。舞に対しては譲れない矜持を持つ。京言葉を話す。
後白河の命で舞を披露した際に義経から見初められ子を身籠るが、京へ来た里と対立し昌俊の襲撃に遭う。義経が挙兵に失敗すると吉野へ逃れるが、時政の軍に捕縛され鎌倉へ移送される。義経と別れる際、自身との関係は話さぬよう釘を刺されており素性を隠すが、道の挑発を受けて名を明かす。その後、頼朝の前で義経を慕う舞を披露し、政子に「女の覚悟」と言わしめる。後に男児を産むが頼朝の命で由比ヶ浜に沈められ、自身は鎌倉から姿を消した。
弁慶（べんけい）
演：佳久創
義経の従者。元は比叡山延暦寺の僧。義経からは「武蔵坊（むさしぼう）」と呼ばれる。
豪快な性格で武勇に優れる。義経を敬愛し、主人の命に忠実に従う。従者のまとめ役を務めるが、気まぐれな義経に振り回されることも多い。恰幅の良い体格ゆえに目立ちやすい。
義経とともに数々の戦に参加する。義経が平泉へ逃れた後も付き従い、泰衡の軍勢が迫ると着物の下に木製の鎧を着込み単身で果敢に戦う。
従者
演：福田航也、藤本康平、中村匡志、幕雄仁、東景一朗
義経の従者。

#### その他の源氏一門とその関係者
木曽義仲（きそ よしなか）
演：青木崇高
信濃源氏の棟梁。頼朝の従兄弟。
気さくかつ無骨で、私利私欲のない真っ直ぐな人物。自身の信じる正義や誠のもと行動し、反する行為はしない。また、身分の差を気にせず誰に対しても平等に接する。武勇と知略に優れるが無益な戦を嫌い、同じ源氏である頼朝との戦は避けようとする。田舎侍ゆえ都のしきたりには無知。巴には頭が上がらない。
頼朝から人質を差し出すよう要求され、義高を鎌倉へ送る。のちに平家軍を撃破して入京し、後白河と謁見する。しかし、三種の神器奪還の意味が分からず公家たちを呆れさせ、兵たちが京で略奪を行ったため民衆からの評判も落とす。後白河に単独での平家討伐を命じられ出陣すると、備中で苦戦中、後白河が頼朝に信濃を含む東山道の支配権を与えたことで激怒する。その後、抗議のため都へ戻ると後白河から謀反の疑いをかけられ、後白河を幽閉する。鎌倉から討伐軍が迫ると、義経の計略を見破るも宇治川で敗走し、北陸を目指すが近江で範頼軍に行く手を阻まれる。巴に義高への文を託して逃がした後、額を矢で射抜かれ討たれる。
源義高（みなもと の よしたか）
演：市川染五郎
義仲の嫡男。「清水冠者（しみずのかじゃ）」や「冠者殿（かじゃどの）」と呼ばれる。
眉目秀麗かつ清廉潔白で、父を深く尊敬する。気さくな人柄から、大姫や政子だけでなく坂東武者とも打ち解ける。蝉の抜け殻を集める趣味がある。
頼朝との不戦の証に人質として鎌倉へ送られ、大姫の許嫁となる。父が討たれると頼朝から危険視され幽閉される。盟約を反故にした頼朝とそれを止めなかった義時を恨み処刑を望んでいたが、巴に渡された義仲の文を読むと考えを改め、義時や政子の手引きで逃亡を試みる。しかし、義時を信じきれず、寺を抜け出し単身信濃へ向かおうとしたところを光澄に討たれる。
今井兼平（いまい かねひら）
演：町田悠宇
義仲の家人。巴の兄。母は義仲の乳母。
海野幸氏（うんの ゆきうじ）
演：加部亜門
義高の従者。
鎌倉入りする義高に同行し、幽閉された義高を逃がすための替え玉に志願する。
武田信義（たけだ のぶよし）
演：八嶋智人
甲斐源氏の棟梁。
矜持が高く、強い野心を持つ。源氏の棟梁の座を巡って頼朝や義仲への対抗心を顕わにし、頼朝とは互いに牽制し合う。また、狡猾な策謀家で卑怯な手を用い、自ら手を下さず相手を追い落とそうと謀略を巡らす。
頼朝と同時期に平家討伐の兵を挙げ、援軍要請に来た時政と義時の懐柔を図る。平家の大軍が京を発つと頼朝の援軍要請を承諾しつつ富士川において頼朝を出し抜くための策を講じるが、平家軍が勝手に敗走したため失敗する。義仲が勢力を拡大すると娘を義高に嫁がせようとするが断られ、頼朝に義仲討伐を促す。一ノ谷では頼朝軍に貢献するが、後白河からの恩賞が出ないため忠頼とともに鎌倉に赴く。その際、幽閉中の義高に接触し頼朝討伐を耳打ちする。これにより、忠頼は謀反の咎で誅殺され、自らは頼朝に忠誠を誓う起請文を書かされるが、これは甲斐源氏が御家人と同等の立場に転落することを意味しており、義時に鎌倉の異常性を訴え恨み節を吐露する。
一条忠頼（いちじょう ただより）
演：前原滉
信義の嫡男。
父とともに幽閉中の義高に接触し、頼朝への謀反を持ち掛ける。のちに義高を煽り謀反を企てた咎で、頼朝の面前にて忠常に誅殺される。
源行家（みなもと の ゆきいえ）
演：杉本哲太
源為義の十男。頼朝や義仲らの叔父。通称は十郎（じゅうろう）。
矜持が高く、頼朝の家人になることを嫌う。世渡り上手で強者に迎合し、甥たちをも出世のための駒として利用する。しかし、身の危険を感じると味方をすぐに見捨てる。戦の才は無く、味方した者は必ず争いに敗れる「死神」のような人物。
以仁王による平家討伐の令旨を携えて全国を行脚し、源氏一門に決起を迫る。頼政が自害すると逃亡し、頼朝が勢力を拡大させると再び平家追討を促す。これを断られると義円とともに尾張へ向かうが墨俣川の戦いで惨敗し、義円を見捨てる。その後、再度鎌倉を訪れて頼朝に所領を要求し、拒否されると義仲の食客になる。のちに義仲とともに入京するが、義仲と後白河との仲が険悪になったため密かに義仲の元を去る。平家滅亡後には義経に近付き、頼朝が義経の襲撃を命じたという偽情報を流して頼朝討伐に導くが、義経の立場が悪くなると姿を消す。のちに鎌倉方に捕らえられ、斬首された。
源頼政（みなもと の よりまさ）
演：品川徹
摂津源氏の長老。公卿。伊豆の知行国主。
感情を表に出さず口数も少ない。そのため、頼朝には「人がついてこず挙兵は失敗する」と予想される。
以仁王の挙兵に呼応し、源氏の中では真っ先に平家打倒に立ち上がるが、清盛が差し向けた追討軍に敗れ平等院にて自害する。
源頼茂（みなもと の よりもち）
演：井上ミョンジュ
頼政の孫。
三寅が鎌倉殿と決まったことに腹を立て挙兵するが、秀康の軍勢に討ち取られる。
平賀朝雅（ひらが ともまさ）
演：山中崇
時政とりくの娘婿。比企尼の孫。
世渡り上手で処世術に長け、立身出世に意欲を燃やす野心家。源氏の血筋を引くことを誇りとする。しかし、小心な保身家ゆえ後鳥羽に手駒として利用される。りくには贈物を送るなどして取り入る。
京都守護に任じられ都と鎌倉の橋渡しのために上洛するが、後鳥羽に接近し朝廷に取り入ろうとする。仲章に唆されると次期執権の座を狙い、義弟・政範を毒殺する。この時の不審な行動を重保に見咎められ口論になると、重保に全責任を擦り付ける讒言をりくに行い畠山討伐のきっかけを作る。時政とりくが実朝の更迭を目論んだ際には次期鎌倉殿の候補とされるが、時政が失脚すると政範毒殺・畠山家滅亡・鎌倉混乱の元凶として義時に断罪され、在京御家人により誅殺される。
きく
演：八木莉可子
朝雅の妻。時政の五女。母はりく。政範の同母姉。
朝雅が誅殺されると公卿の宰相中将と再婚し、時政と別れたりくの身柄を引き取る。

### 坂東武者・御家人とその関係者

#### 伊豆
伊東祐親（いとう すけちか）
演：浅野和之
伊豆東海岸の豪族・伊東家の惣領。義時の母方の祖父。娘が時政・義澄・祐経に嫁ぎ、娘婿や孫たちから「爺様（じさま）」と呼ばれる。
一族思いで娘を大事に思う一方、敵対すると血を分けた身内でも容赦はしない。平家と敵対することを何より恐れる。
流人・頼朝を領内で監視していたが、京の大番役で留守の間に八重が千鶴丸を産んだため激怒する。これを清盛に知られるのを恐れ、頼朝には逃げられるが善児に命じて千鶴丸を殺害する。その後、景親の仲裁で頼朝の北条家への引き渡しを認めるが、頼朝の挙兵に北条家が追随すると親族同士で敵対する。石橋山では頼朝軍を敗走させて宗時暗殺にも成功するが、次第に追い詰められ館を包囲される。この際、自害を試みるが義時に説得されて投降し、政子や義時に説得された頼朝の恩赦で死罪を免れる。しかし、頼朝の考えが転じると、恩赦の礼のために鎌倉の大倉御所へ出立しようとした矢先、善児に討たれる。
河津祐泰（かわづ すけやす）
演：山口祥行
祐親の長男。八重の長兄。
曽我十郎（そが じゅうろう）
（一万 → 曽我十郎）
演：田邊和也（少年期：大藤瑛史）
祐泰の長男。時政の家人。幼名は一万（いちまん）。諱は祐成（すけなり）。
武勇に秀で、忠常とも互角に渡り合う。また、状況を冷静に判断し、的確に対応する。兄弟仲は良く、常に五郎とともに行動する。
幼少期は五郎とともに八重のもとで育てられ、父を殺した祐経を「人殺し」と罵倒する。時政を烏帽子親として元服後、御家人となることを頼朝に断られたことで源氏だけが隆盛を極める現状に不満を持ち、頼朝暗殺を計画する。同じく頼朝に不満を持つ義実と結託し、父の仇討ちだと時政を騙して北条の兵を借りるが、その中に居合わせた忠常に怪しまれ討たれる。
曽我五郎（そが ごろう）
（箱王 → 曽我五郎）
演：田中俊介（少年期：加賀谷光輝）
祐泰の次男。時政の家人。幼名は箱王（はこおう）。諱は時致（ときむね）。
血気盛んな直情型で、話すときに唾を飛ばす癖がある。
頼朝を討つため兄とともに立ち上がるが、頼朝と間違え祐経を殺してしまう。景時に捕らえられ頼朝と対面すると、狙ったのはあくまで頼朝であると主張するが、体裁を気にする頼朝の印象操作によって「父の仇討ち」とされ、巻狩り中に実行した罪で斬首された。
伊東祐清（いとう すけきよ）
演：竹財輝之助
祐親の次男。八重の次兄。通称は九郎（くろう）。
真面目で妹思い。時に空気を読まず、不用意な発言をする。宗時と仲が良く、敵味方に別れると戦いたくないと漏らす。
祐親が頼朝を追討を命じると、八重のため宗時と協力して頼朝を北条館へ逃がすが、父の命には逆らえず善児に千鶴丸の殺害を命じる。頼朝が挙兵すると、宗時と敵対することに苦悩する。その後、劣勢になった伊東家のため援軍を呼ぼうとするが、頼朝方に捕縛される。三浦家に預けられ死罪を免れるが、祐親とともに善児に殺される。
江間次郎（えま じろう）
演：芹澤興人
祐親の家人。八重の再婚相手。
寡黙かつ物静かで従順。八重に夫として認めてもらうため奮闘するが、彼女の言動に振り回される。
祐親の命により、頼朝と離別させられた八重を娶る。頼朝が挙兵した際には頼朝に味方する八重に利用され、頼朝軍が勢いを増すと祐親から八重を殺すよう命じられる。和田・畠山軍に館を包囲されると八重を逃がそうとするが、善児に阻まれ刺殺される。
工藤祐経（くどう すけつね）
演：坪倉由幸
伊豆の豪族。元は伊東家の嫡流。
文化人肌で歌舞音曲に通じた風流人。その気質を頼朝に気に入られ寵臣となる。武芸はからきしで、気が弱く図に乗りやすい。
義理の叔父かつ後見役であった祐親の娘と結婚していたが、祐親に所領を奪われ妻と離縁させられる。北条館に逃げ込んだ頼朝の家人となり密命で祐親襲撃を企てるが失敗し、のちに祐泰を殺害する。その後も頼朝に目をかけられ、祐親の死後に旧領を取り戻す。頼朝から忠頼の粛清を命じられた際は怖気づき、鎌倉は恐ろしい所と悟り一度は鎌倉を離れるが、後に頼朝の上洛に随行する。富士の巻狩りでは比奈のもとへ出かけた頼朝の身代わりとなるが、五郎に頼朝と誤認され殺される。
祐経の妻
演：島侑子
祐親の娘。
仁田忠常（にった ただつね）
演：高岸宏行
伊豆の武士。北条家とは所領が近い。
心優しく真面目な忠義者で、穏やかな笑顔を浮かべている。また、剛腕かつ武勇に秀で、最前線での際どい任務を受け持つ。一方で、素直かつ実直ゆえに駆け引きや腹芸は苦手。
頼朝の挙兵に際して北条家と同調し、頼朝や北条家の厚い信頼を得て伝令や警護・誅殺など重要な任務を請け負う。富士の巻狩りでは曽我兄弟の仇討ちに協力するが、十郎の不審な行動に気づき一騎打ちの末に討ち取る。比企討伐では北条家に協力して能員を討ち取るが、のちに比企滅亡を知り激怒した頼家から北条討伐を命じられる。頼家と北条との板挟みになり苦悩すると、悩み抜いた末に御所で自害する。
工藤茂光（くどう もちみつ）
演：米本学仁
伊豆の武士。
北条家とは所領が近く、義時らと仲が良い。非常に恰幅が良く、頼朝から太り過ぎと心配される。
石橋山の敗戦後、鎧を取り換えるため宗時とともに所領へ戻ろうとするが善児に討たれる。
藤内光澄（とうない みつずみ）
演：長尾卓磨
伊豆の武士。
頼朝の命が義高の殺害から生け捕りに変更されていたことを知らず、義高を討ち取る。のちに政子の怒りを買うと頼朝の命で捕縛され、義時の立会いのもと斬首される。

#### 相模
三浦義村（みうら よしむら）
演：山本耕史
義澄の嫡男。義時の従弟。善哉（公暁）の乳母夫。通称は平六（へいろく）。
沈着冷静かつ頭脳明晰な知恵者。正論を皮肉交じりに語る現実主義者で、情に流されず損得勘定で行動し、非情な判断を下すことも厭わない。武勇に優れ身体能力も高い。女好きで、特に頼朝の元交際相手に対しては彼女らと付き合うことで「頼朝を超える」という考えを持つ。嘘をつくときに衿を触る癖がある。義澄からは全幅の信頼を寄せられている。頼朝については当初から快く思っておらず、義時には早く裏切るよう助言する。義時とは幼い頃からの付き合いで相談相手となるが、心の内では頭の良さや見栄え、剣の腕前など、子供の頃から全てにおいて勝っていると考えている。そんな義時が権力を増大させる中、自身は一介の御家人に甘んじているため、義時を越えようとその座を狙う。
頼朝が挙兵すると同調し義時に協力する一方、北条と三浦の差がさらに開くことに不満を持ち裏切りを繰り返す。頼家の治世では景時失脚を企て、義時の依頼で善哉の乳母夫になると初を頼時（泰時）に嫁がせる。北条と比企の対立が深まると、能員からの勧誘に曖昧な態度を取りつつ北条方につき、幽閉中の頼家から助力を頼まれた際も義時らに密告する。時政と重忠の間で緊張が走ると、時政の命で重保を殺害し戦にも参加するが、時政からの勧誘を報告しなかった罰として、義時から重成の誅殺を命じられる。後に時政とりくから善哉を鎌倉殿とすることを条件に謀反計画への助力を頼まれるが、計画に乗れば善哉に芽はないと義時に報告する。義時が時政の跡を継ぐと政治方針に激怒して義盛を義時追討に導くが、これを義時へ報告し、どちらが勝利しても三浦は生き残るよう暗躍する。その後、政子から宿老への取り立てを提案され、義時と示し合わせて和田一族を討ち取る。公暁が京から帰還すると次期鎌倉殿と期待するが実朝の親王将軍計画を聞いて反発し、三浦の這い上がる最後の好機を逃すまいと北条による頼家・一幡父子殺害を公暁に吹き込んで実朝と義時の暗殺を決意させる。この後、公暁が義時の殺害に失敗すると公暁を殺害し、首を義時に差し出して忠誠を誓う。鎌倉殿の座が空席となると時元の鎌倉殿就任を狙う実衣に協力しつつ裏では義時と繋がり、わざと時元を挙兵に駆り立てる。後に胤義を通じて後鳥羽に接近すると義時追討の院宣を受け取るが、宗政より後に届けられていたことを知り義時に院宣の存在を伝える。以降は鎌倉方として参戦しつつ官軍に寝返る機会を窺うが、鎌倉方が官軍を圧倒したため機会を失う。乱の終結後、のえに依頼され義時に盛るための毒を調達する。これを義時に見破られて鎌を掛けられると、負けを認めて泰時への助力を誓う。
三浦義澄（みうら よしずみ）★
演：佐藤B作
相模三浦郡の豪族。三浦義明の次男。通称は次郎（じろう）。義盛からは「叔父御（おじご）」と呼ばれる。
陽気で義理堅く権力欲は持たない。正々堂々と戦うことを心情とし卑怯な手を嫌う。また、心優しく仲間思いで敵をも心配する。頭を使うことは不得意で、決断を迫られると義村に相談する。時政とは悪友で、彼からの頼み事は断れない。しかし、時政の行いを正すため叱責することもある。
頼朝の挙兵に同調するが石橋山では悪天候により参戦できず、重忠に衣笠城を攻められ父が戦死すると安房へ逃れて頼朝と合流する。富士川では時政との喧嘩で水鳥の群れが羽ばたき、図らずも平家軍敗走のきっかけを作る。頼朝の西国遠征に反対し坂東の地盤固めを主張すると、北条家は見逃す条件で反頼朝派の謀議に加わる。その後は平家討伐に参戦し頼朝の上洛にも随行するが、出費はかさむが所領は増えず頼朝とその身内だけが良い思いをする現状に不満を持つ。頼家の治世となり宿老選考が行われると時政から北条派閥として加わるよう頼まれ、義村の助言もあり引き受ける。景時が討たれた3日後に危篤状態となり、時政が到着すると「一緒にあの世へ行こう」と誘うが突き飛ばされ、直後に息を引き取る。
義澄の妻
演：中尾文子
祐親の娘。
駒若丸（こまわかまる）
演：込江大牙
義村の息子。のちの三浦光村。
三浦胤義（みうら たねよし）
演：岸田タツヤ
義澄の息子。義村の末弟。
裏表が無い真っ直ぐな気性の持ち主。兄の行動に違和感を持ちつつも考えを見抜き、常に義村の命に従って行動する。
兄とともに重忠の追討や重成の誅殺に加担すると、和田合戦では和田一族を裏切り北条につく。大番役で京にいた際、鎌倉御家人の中で義時への不満が高まると、兄の命で後鳥羽に接近する。その後、秀康と密談して兄を味方へ勧誘する文を出し京都守護である光季を討つが、宇治川にて鎌倉軍に敗れ、後鳥羽に出馬を願うため内裏を訪れるも拒否される。
岡崎義実（おかざき よしざね）
演：たかお鷹
義澄の叔父。通称は平四郎（へいしろう）。
高齢ながらも血気盛んで、坂東武者としての誇りを持つ。また、義朝から受けた恩を長年忘れず、亀谷に義朝の菩提を弔う祠を建立し守る。一方で「御家人は頼朝の駒ではない」という考えから度々頼朝に反発する。
頼朝の挙兵に加担すると、石橋山の敗戦で息子を亡くす。頼朝の西国遠征には反対し、反頼朝派の謀議に加担する。また、曽我兄弟の養父と幼馴染であった縁から、兄弟の頼朝暗殺計画にも協力する。計画が失敗すると死を覚悟して出家するが、頼朝の挙兵にいち早く参加した功績により死罪は免れ鎌倉を去る。
和田義盛（わだ よしもり）★
演：横田栄司
相模の豪族。三浦家の庶流・和田家の惣領。義澄の甥。義村の従兄。通称は小太郎（こたろう）。
髭を蓄えた血気盛んな荒武者。仲間意識が強く御家人から慕われる。平家に対して闘志をむき出しにするが、源氏や鎌倉幕府の内紛への介入には難色を示し、坂東武者同士の争いも嫌う。敵に対しても誠意をもって接し、姑息な手段を嫌う。弓の名手だが、頭を働かせることが苦手で戦い方は単純。事あるごとに相撲で勝敗を決めようとし、眉毛を剃ることで誠意や覚悟を見せる。妻・巴には頭が上がらない。普段は義時、義村、重忠と行動し、義時とは一対一で酒を酌み交わすほど親しく付き合う。重忠に対しては当初平家方に与していたため敵視していたが、後に盟友となる。実朝とは親しい間柄となり、「羽林」という官職であることを知ると「ウリン」と呼ぶ。実朝からは「鎌倉一の忠臣」と評される。
頼朝の挙兵に参加すると「侍大将」になりたい旨を頼朝に直訴し、鎌倉入り後に侍所別当に任じられる。その後も数々の戦に参加するが、西国遠征には反対し反頼朝派の謀議に加担する。義仲追討に参戦すると、巴御前の勇猛果敢な戦いぶりに惚れ込み側女とする。また平家・奥州藤原氏討伐にも従軍する。頼家の治世では二つ返事で宿老を引き受ける。景時排斥を求める連判状の作成には侍所別当の座を巡り対立していたため積極的に加担し、景時失脚後に侍所別当へ復帰する。北条と比企の対立が深まると北条方として比企館を攻め、頼家からの時政追討の命も義村と重忠の助言を受け拒否する。重忠が挙兵すると説得を試みるが、彼の心意気に感銘を受け正々堂々戦うことを誓う。後に時政が実朝を監禁すると自ら救出し、時政失脚後には他の御家人から要請され実朝に上総介への推挙を願い出るが、義時に阻まれ不満を持つ。さらに甥や息子たちが義時暗殺計画に加担し義時に減刑を直談判するが、胤長は陸奥国へ流罪となり胤長の屋敷も他の御家人に下げ渡されると挙兵を決意する。後に実朝や政子の執り成しで義時と和解し実朝と双六に興じるが、その裏で息子たちが勝手に挙兵すると北条追討・実朝奪還を掲げ戦に挑む。当初は北条方を圧倒するも徐々に劣勢となり、実朝の説得を受け降伏したところを三浦軍の矢を全身に受け討たれる。
巴御前（ともえごぜん）
演：秋元才加
義盛の側女。元は義仲の愛妾。
武勇に優れる一本眉が特徴の女武者。義仲とは幼馴染で、男女の絆を超え一生を捧げて仕える決意を持つ。義盛の側女となると良好な関係を築き、容姿を整えお茶目な姿も見せるようになるが、喧嘩では義盛を圧倒する。
義仲や兄とともに各所を転戦し、宇治川で敗れると義仲と運命をともにしようとするが、義仲に説得され落ち延びる。義盛に捕らえられ鎌倉へ移送されると彼の館で暮らし、のちに義盛の想いを受け入れる。和田合戦では夫を手助けし、自らも出陣することを望むが義盛に制止され生き延びるよう諭される。和田勢敗北の報を聞くと義盛の妻であることを高らかに宣言し、追手を蹴散らしながら鎌倉を去る。
朝比奈義秀（あさひな よしひで）
演：栄信
義盛の三男。通称は三郎（さぶろう）。
血気盛んな荒武者。鮫の刃を装飾とした首飾りを付ける。
御所に出向いた父の帰りが遅いことから北条に討たれたと早とちりし挙兵する。御所へ攻め込むと勇猛果敢に戦い、義盛が討たれると重傷を負いながらも巴に敗北の報を伝えて力尽きた。
和田義直（わだ よしなお）
演：内藤正記
義盛の四男。通称は四郎（しろう）。
胤長に誘われ、義時打倒の謀議に参加する。挙兵すると広元の館を攻め、最期は館に立てこもり戦死を遂げた。
和田義重（わだ よししげ）
演：林雄大
義盛の五男。通称は五郎（ごろう）。
和田胤長（わだ たねなが）
演：細川岳
義盛の甥。通称は平太（へいた）。
血気盛んな直情型で騙されやすい。
泉親衡（仲章）の口車に乗せられ義時打倒の謀議に参加し、義盛の息子たちを引き込む。反乱鎮圧後に捕えられ、義盛の助命嘆願により罪一等は減じられたものの奥州へ流罪となる。
胤長の娘
演：吉田舞香
父に会えぬ悲しみから病が悪化し、義盛らによる胤長赦免の嘆願むなしく父に会えぬまま亡くなる。
家人
演：鎌倉智士、志賀野晋平
和田家に仕える家人。
梶原景時（かじわら かげとき）★
演：中村獅童
相模鎌倉郡の豪族。通称は平三（へいぞう）。
冷静で普段は感情を表に出さない。私情を挟まず、任務を粛々とこなす。武勇と戦術に長ける一方、和歌を詠むなどの教養も持つ。「刀は斬り手によって名刀にも鈍にもなる」として、見込んだ者を主と仰ぎ付き従う。名誉や官位には興味が無く、生涯無位無官で通す。神仏を厚く信じ、他人や自身の運命を天に占わせる癖がある。頼朝に対しては天に守られていると感じて崇拝する。義経については、その才能に嫉妬しながらも天に選ばれた者と認め、その死後も度々回想する。義時には当初から信を置き、彼の前では本音を語る。
当初は平家方として頼朝を追い詰めるが、頼朝に天運を感じて見逃す。義時の仲介で頼朝の配下となると侍所所司として諜報活動や粛清を実行するが、広常を誅殺したことで御家人との間に溝が生じる。西国遠征で本隊の軍奉行を務めると、義経と対立しつつも戦いぶりを「八幡大菩薩の化身」と評価するが、平家滅亡後は「天に選ばれた者は2人もいらない」として義経についての讒言を行う。この後も頼朝の命を忠実に実行し、頼朝から頼家を託されると政治体制について助言を行い頼家の信頼を得る。しかし、宿老への就任で頼家との間に軋轢が生じ、景盛の妻の略奪を諫めたことで恨みを買う。その後、頼家が御家人からの信用を失ったため朝光を見せしめとして死罪にしようとするが、66人の御家人から排斥を求める連判状が出されたことで頼家に謹慎を言い渡される。さらに、後鳥羽から来京の誘いを受けるも義時の密告で頼家の知るところとなり、奥州外ヶ浜への流罪を命じられる。これに対し、一幡を人質に取り上京を画策するも義時の説得を受けて一幡を開放し、坂東武者の世を作ることを義時に再確認させた後、鎌倉を去る。この際、義時には流罪先へ向かうと告げるが戦場で死にたいと京へ向かい、その意を汲んだ義時により駿河にて一族もろとも討ち取られた。
梶原景季（かじわら かげすえ）
演：柾木玲弥
景時の嫡男。
大庭景親（おおば かげちか）
演：國村隼
相模の豪族。「相模の奉行（さがみのぶぎょう）」と称する。
忠誠心に厚く、清盛に恩を感じ心服する。武勇に優れるが、短絡的な面がある。平家の権勢を笠に着ている面はあるが暴慢ではなく、坂東武者からは頼りにされ、時政や義澄からは後に「悪い奴ではなかった」と評される。
平治の乱で義朝に味方したが敗れ、清盛の温情に救われたことで平家方に与する。頼朝の引き渡しに端を発した祐親と時政の小競り合いでは、両者を仲裁する。頼朝が挙兵すると石橋山にて勝利するが、頼朝が鎌倉入りすると景時に見限られ、後に捕縛される。処刑時は取り乱した素振りを見せず、広常に対して頼朝を生かしたことを後悔せぬよう警告し、斬首される。
山内首藤経俊（やまのうちすどう つねとし）
演：山口馬木也
相模の豪族。母は頼朝の乳母。通称は瀧口三郎（たきぐちさぶろう）。
楽観的かつ打算的で口が軽い。自主性がなく長いものに巻かれやすいため、幼い頃ともに過ごした頼朝をも平気で裏切る。また、生への執着心が強く往生際が悪い。
当初は頼朝の挙兵への参加を約束するが、いざ挙兵すると反故にするどころか頼朝の使者である盛長に暴言を吐き、景親に情報を流す。のちに捕縛されると見苦しく弁明し、母の助命嘆願により鎌倉を追放される。
土肥実平（どい さねひら）
演：阿南健治
相模土肥郷の豪族。通称は次郎（じろう）。
湯河原の温泉郷に館を構える。「みんな仲良く」が口癖で、坂東武者同士の争いを嫌い度々仲裁する。また、強い忠義心からいかなる状況にあっても頼朝に従い続ける。正直者ゆえ嘘がつけず押しに弱い。
義時に頼まれ頼朝の挙兵にいち早く呼応し、石橋山で敗れると頼朝を安房へと逃がす。鎌倉入り後も多数の戦に従軍するが、義仲討伐には反対し反頼朝派の謀議に参加する。しかし頼朝に弓引くことを躊躇い体調不良と称して離脱し、義時に問い詰められると謀議の存在をほのめかす。その後は平家・奥州藤原氏の討伐にも参戦する。宿老選考では亡き頼朝への恩から加入を申し出るも、「権力争いに巻き込まれる」として義時に退けられる。景時排斥を求める連判状が作成されると御家人を諌め、坂東武者同士が対立する現状を嘆いた。
佐々木秀義（ささき ひでよし）
演：康すおん
元は近江の豪族。源為義の娘婿。
血気盛んだが、齢68故に歯はほとんど抜け発言内容は不明瞭。
頼朝の挙兵に参戦すると、息子らとともに山木の館を襲撃する。その後、石橋山で敗れ安房にて頼朝らと合流する。
佐々木定綱（ささき さだつな）、佐々木経高（ささき つねたか）、佐々木盛綱（ささき もりつな）、佐々木高綱（ささき たかつな）
演：木全隆浩、江澤大樹、増田和也、見寺剛
秀義の息子たち。

#### 武蔵
比企尼（ひきのあま）
演：草笛光子
比企掃部允の妻。頼朝の乳母。
大らかな性格で慈愛に満ちているが、激昂すると執念深い。頼朝に意見できる数少ない人物で、頼朝の頬を叩くこともある。
頼朝が伊豆へ配流となると夫とともに武蔵の所領に下向し、長年にわたり頼朝への資金援助を続ける。範頼が謀反の疑いをかけられた際には助命嘆願を行い、昔と変わってしまった頼朝を叱責する。比企追討によって邸宅が囲まれると、道の手引きによって脱出する。その後、善哉の前に変わり果てた姿で現れ、「北条を許してはなりませぬ」と言い含めた後に姿を消す。
比企能員（ひき よしかず）★
演：佐藤二朗
武蔵比企郡の豪族。叔母・比企尼の養子。万寿（頼家）の乳母夫。通称は藤四郎（とうしろう）。
飄々としているが目先の損得に流されやすく、脅しにもすぐに屈する。臆病かつ決断力に欠けるため二の足を踏むことが多く、重要な場面で勝機を逃す。加えて坂東育ちではないため、御家人からは尊敬されていない。道からは苦言を呈されることもあるが夫婦仲は良く、二人三脚で比企の立場を押し上げる。一幡の外祖父として武士の頂に立ち京へ上るという強い権力欲を秘め、身の危険を回避し野望を達成するためには裏切り、殺害、買収といった卑怯な手を実行することも厭わない。北条を伊豆の小物と考え対抗意識を燃やすが、義時については「北条の割には出来が良い」と評価する。
頼朝が挙兵すると当初は静観していたが、勢いを増すと接近し万寿の乳母夫となる。その後は北条家に取って代わるため源氏との繋がりを強める一方、反頼朝派の御家人に協力するなど状況により立場を変える。さらに、身内である範頼を鎌倉殿とし一族の安泰を保とうとするが、頼朝が範頼に不審感を抱くと見捨てる。せつが一幡を産み、宿老に就任したのちは自身が頼家を動かそうと考えるが、頼家が反発したため全成に頼家の呪詛を依頼する。しかし、この行為が全成の死罪に繋がると北条家を激怒させ、北条家と比企家の協調にこだわっていた義時をも打倒比企家に駆り立たせてしまう。頼家が危篤に陥ると義村を味方に引き入れようと動くが、義時からの妥協案を退けたことで北条家に大儀名分を与えてしまう。その後、北条家が自身に有利な条件を提示したことに気をよくし、和睦のため単身北条の館に乗り込んだところを騙し討ちにされ、負け惜しみと北条家への呪詛の言葉を吐きながら忠常に討たれた。
道（みち）
演：堀内敬子
能員の妻。万寿（頼家）の乳母。
世情に敏感で勢いのある者に乗りたがるが、厄介事への介入を露骨に嫌がる。一族への思いが強く、夫と二人三脚で比企の立場を押し上げる。また、せつや万寿に対して愛情を持って接し、比奈や里のことも気に掛ける。
平家隆盛の中、頼朝に協力しようとする比企尼に異を唱えるが、流れが変わると源氏に取り入るよう能員をけしかける。万寿が産まれると乳母となる。千幡の乳母に実衣が選ばれると比奈を頼朝の側女にしようと画策し、富士の巻狩りにて頼朝・万寿暗殺の報がもたらされた際には範頼を鎌倉殿にするよう能員を焚き付ける。能員が北条家に討たれ邸宅が取り囲まれると、せつ、比企尼、一幡の脱出を差配し、自らは邸宅に残って一族滅亡の運命に殉じた。
比企時員（ひき ときかず）
演：成田瑛基
能員の息子。母は道。通称は弥四郎（やしろう）。
血気盛んで、常に比企一族の繁栄のため行動する。
頼家から近習の1人に選ばれると、頼家に取り入るため彼の悪政にも意見せず粛々と命を実行する。北条の討手が比企の邸宅に迫ると応戦し討たれる。
比企宗朝（ひき むねとも）
演：Kaito
能員の息子。母は道。通称は三郎（さぶろう）。
常（つね）
演：渡邉梨香子
比企尼の孫娘。能員の姪。
畠山重忠（はたけやま しげただ）
演：中川大志
武蔵の豪族。名門・秩父平氏の嫡流。時政の娘婿。通称は次郎（じろう）。
武勇と教養に優れ、清廉潔白な人柄から「坂東武士の鑑（ばんどうぶしのかがみ）」と評される。見栄えの良さについては自覚している。見た目に反して腕力が強く、無益な殺生は好まないが覚悟を決めると苛烈な戦闘をも辞さない剛毅さを持つ。一方で、銅拍子の腕前も一流である。義経を裏切った泰衡が滅びると「神罰」と発言するなど信心深い。義時・義村・義盛と行動することが多く、度々相談を持ち掛けられる。
頼朝の挙兵に際しては心ならずも平家方に組するが、頼朝方が優勢になると鎌倉入り前に降伏する。その後は義時を陰に陽に手助けし、義仲追討や平家討伐で武功を上げる。北条家と比企家の衝突が不可避となると北条につき、「我々は食らいついていくしかない」と比企館を襲撃する。しかし、執権別当となった時政から代々世襲してきた重職・惣検校職の返上を迫られ、重保に政範毒殺の疑いがかけられると、武蔵にて兵を整える。のちに義時に説得され弁明のため鎌倉へ向かうが、重保が北条の謀略で討たれた事を知ると全滅覚悟で挙兵を決意する。義盛から生きるよう説得されると「戦など誰がしたいと思うか」と心情を吐露しつつも拒絶し、義時率いる幕府方の大軍に寡兵を率いて突撃を敢行する。乱戦の最中に義時との一騎打ちに持ち込むと、殴り合いの末あえて止めを刺さず立ち去り、愛甲季隆に討ち取られた。
ちえ
演：福田愛依
重忠の妻。時政の三女。義時の異母妹。
重忠の妻であることに誇りを持ち、重忠から信頼される。
畠山と北条の関係が決裂すると、重忠より所領を譲られ後を託される。乱の終結後、謀反人の遺言に従ってはならぬと所領安堵を固辞しつつ義時と政子に対し涙ながらに抗議し武蔵へ帰国する。後に本領で再婚し、生まれた子に畠山の家名を存続させた。
畠山重保（はたけやま しげやす）
演：杉田雷麟
重忠の息子。母はちえ。時政の外孫。
清廉潔白な若武者。真っ直ぐな性格で信念を貫き、高位の者にも立ち向かう。
政範の随員として上洛した際、政範の急逝と朝雅の不審な行動を目撃し、朝雅と口論になる。のちに義時らに報告するが、朝雅から政範毒殺の罪を擦り付けられる。時政が畠山討伐を決意し、義村の策略で由比ヶ浜に誘い出されると、多勢に無勢ながらも武士の意地を通して抵抗し討たれる。
家人
演：高味翔一郎
畠山家の家人。
足立遠元（あだち とおもと）★
演：大野泰広
武蔵の豪族。
几帳面で文筆の才能に長ける。自分の意見を持たず、他人の言動に流されやすい。自己評価は高いが、周囲からの評価が低い事を残念に思う。
頼朝から大倉御所の差配を任され、政子の身の回りの世話を行う。宿老選考の際には、北条派閥として加わる。実朝が鎌倉殿となると、幽閉された頼家に呼び出され味方になるよう誘われる。その後、時政らを中心に展開される権力闘争の凄まじさに怯え、加齢により務めをこなす自信を失った事を政子に告白する。政子から引退を勧められ、これを受け入れる。
稲毛重成（いなげ しげなり）
演：村上誠基
武蔵の豪族。秩父平氏の一門。重忠の従兄弟。時政の娘婿。
北条の婿の中では影が薄いが、あきとの夫婦仲は良好。気は弱いが、多少の野心を持つ。
北条と畠山が対立すると時政に命じられ、「惣検校職」を継承させるという条件で重保をおびき出す。畠山一族滅亡後、時政失脚を目論む義時と広元による謀略の一環として混乱の責任を押し付けられ、捨て石として義村に誅殺される。
あき
演：尾碕真花
重成の妻。時政の四女。義時の異母妹。

#### 上総・下総・安房
上総広常（かずさ ひろつね）
演：佐藤浩市
上総の豪族。通称は介八郎（すけのはちろう）。「上総介（かずさのすけ）」と呼ばれる。
自尊心が高く、若い頃は「坂東の暴れ馬（ばんどうのあばれうま）」の異名を取るほどの荒くれ者。中年になり常胤から「小さく収まった」と言われるが、時折往年の荒い気性を見せる。一方で女性には自律的。若い頃から戦に明け暮れ学が浅いため、上京を見越して密かに書や文字の練習をする。頼朝を「佐殿」と尊称で呼ぶことを嫌がるが、義村に「佐」の唐名である「武衛」を唐での仲間への呼び掛けの言葉だと入れ知恵され「ブエイ」と呼び続ける。義時からは度々相談事を持ちかけられ、自身も義時には心を開く。
頼朝方の義時と平家方の景時から勧誘を受け、常伴の襲撃を回避した頼朝の運を見定め2万騎の大兵力を率いて頼朝方につく。その際、あえて遅参し頼朝の出方次第ではこれを討たんと目論むが、頼朝に一喝され臣従する。鎌倉入り後には御家人筆頭となるが危険視される。常胤らが反頼朝の謀議を企てると、義時から頼まれ未然に阻止する。しかし、広元と頼朝の謀略によって首謀者とされ、「誅殺」の名目で景時に粛清される。殺害後、頼朝の大願成就と東国の泰平を願う自筆の願文が見つかった。
千葉常胤（ちば つねたね）
演：岡本信人
下総の豪族。広常の又従兄弟。
坂東の重鎮で、老齢ながら血気盛ん。義朝の郎党であった事を誇りとし、栄えある戦に出られる事を誉れと考える根っからの戦人。頼朝からは「父も同然」と称される。酒を飲むと同じ内容を繰り返す癖がある。
齢60過ぎにして下総の目代を討ち取り頼朝軍に加わる。鎌倉入り後は富士川の戦いなどに従軍するが西国遠征には反対し、万寿を人質に取り頼朝を御所から退去させようと反頼朝派を先導する。頼朝派に計画が漏れると自害を試みるが、義時らに説得され兵を退くことを条件に許される。その後は平家討伐や奥州攻めにも従軍する。しかし、頼朝が上洛した際には政治運営に不満を持つ。合議制の選考では名前が挙がるが、老年であるため外された。
安西景益（あんざい かげます）
演：猪野学
安房の豪族。頼朝の幼馴染。
長狭常伴（ながさ つねとも）
演：黒澤光司
安房の豪族。通称は六郎（ろくろう）。
景親から情報を得て頼朝の宿舎を襲撃するが、権三らと乱闘になった隙を突かれ義村に討たれる。

#### 常陸・下野
八田知家（はった ともいえ）★
演：市原隼人
常陸の豪族。
常に着物の胸元をはだけさせ、鍛え上げた胸筋を覗かせる。若々しく精悍な風貌だが御家人の中でも年長格。「俺は俺」という考えから高位の人物にも媚びず、自我を通す誇り高き一匹狼的存在。寡黙で他者との不必要な関わりは持たぬが、職務に黙々と取り組み大工仕事にも長ける職人気質の持ち主で、重要な任務を請け負う。情に厚い面もあるが女性を見る目はない。
宿老の選考では能員から金品を受け取り引き受けるが、比企派閥に属することは断り独断で行動する。全成が常陸に流罪となると、自身の所領で呪詛を行った彼を自らの手で斬首する。その後は北条と比企が争いを激化させる中でも中立の立場を取る。義時が時政の排除を決意すると時政の首を刎ねるよう進言するが、政子の助命嘆願を聞き自害を試みた時政を救い出す。時政の失脚後、義時の政には不満を吐露しつつ和田合戦では北条方につく。実朝の造船計画が持ち上がると引退前の最後の大仕事として作業に取り組むが、義時の妨害工作により建造は失敗に終わる。
佐竹義政（さたけ よしまさ）
演：平田広明
常陸の豪族。
平家方に与し、頼朝が派遣した広常と金砂城の門前にて交渉するが、挑発の言葉を口にしたため激怒した広常に斬られる。
小山朝政（おやま ともまさ）
演：中村敦
下野の豪族。小山政光の長男。義母は頼朝の乳母。
長沼宗政（ながぬま むねまさ）
演：清水伸
政光の次男。朝光の異母兄。
熱血漢で激高しやすく度々暴言を吐く。また、直情型かつ短慮で騙されやすい。兄貴分の知家とともに行動することが多く、知家の引退後は義村に従う。
畠山討伐では北条方として参戦するが時政に不信感を抱き、戦の元凶が重成と聞くと捕縛するが、時政が重成を見捨てると激怒する。和田合戦では義村の策に乗り北条方に寝返る。実朝の死後は義村とともに朝廷へ接近し、義時追討の院宣を受け取る。しかし、義村が義時に院宣の存在を伝えたため鎌倉方として参戦し、その後も官軍に寝返る機会を窺うが鎌倉方の圧勝により機会を失う。乱の終結後に義時から問い詰められ、寝返りの企みを自白する。
結城朝光（ゆうき ともみつ）
演：高橋侃
政光の三男。母は寒河尼。頼朝の烏帽子子。通称は七郎（しちろう）。
容姿端麗で、琵琶の名手。
義村から景時失脚の計画を持ちかけられ、頼家の政について語る中でわざと「忠臣は二君に仕えず」と発言し景時から謹慎を命じられる。その後、景時から死罪を命じられるが、義村の暗躍により景時排斥を求める連判状が提出され、死罪を免れる。景時失脚後、報酬を受け取り身を隠す。

### 鎌倉の文官
三善康信（みよし やすのぶ）★
演：小林隆
鎌倉の官僚。元下級貴族で太政官の書記。母は頼朝の乳母の妹。法名は善信（ぜんしん）。
心優しく温厚で涙もろい。責任感が強く、違和感を感じると臆せず苦言を呈する。また、後進の育成にも尽力する。情に厚く争い事を好まないため、罪を犯した者を庇ったり減刑を望む発言をする。実務能力が高く忠実に仕事をこなす一方、慌てもので早とちりをすることがある。さらに押しに弱く、物事を頼まれると断れない。長らく京にいたため朝廷の内情に詳しい。歌道は得意とは言えず、仲章から馬鹿にされる。
京から都や朝廷の情勢を伝える書状を頼朝に送り、のちに鎌倉に下向して問注所の執事となる。頼家の治世では宿老に就任し、出家後も出仕を続ける。実朝の治世では、政子から依頼されて実朝の歌道の指南役を務めつつ、政を献身的に支える。承久の乱直前には年齢を重ねたことで執務中に居眠りするようになるが、後鳥羽が挙兵すると徹底抗戦を主張して義時らを後押しする。
大江広元（おおえ ひろもと）★
演：栗原英雄
鎌倉の官僚。元下級貴族。
冷静かつ頭脳明晰で観察眼に優れ、坂東武者とは異なる立場で動向を分析する。また、「最も頼りになる者は、最も恐ろしい」という考えのもと顔色一つ変えず非情な決断を下す。一方で、情に厚い一面もある。文官ながら武芸にも秀でる。義時のことは頼朝の存命時から高く評価する。また、政子には特別な感情を抱き、助言や後押しをする。御家人に対しては、坂東の勇者のおかげで都落ちと嘲笑った公家たちの鼻を明かすことができたと感謝する。
頼朝の要請で鎌倉に下向し、知恵袋として広常の誅殺や範頼の流罪において助言や進言を行う。公文所が設置されると別当に就任し、頼家の治世では宿老となる。北条と比企が対立すると表向きは中立の立場を取るが比企討伐を決意した義時を支持する。その後は頼家暗殺や時政の失脚、義盛の粛清などで義時に知恵を授ける。のちに目を患うも出仕を続け、政について悩む政子を諭し、義時には仲章の暗殺を提案する。出家後も政に関わり続け、承久の乱では速やかに京へ攻め上るよう義時に進言し、乱の終結後には先帝の殺害を提案する。
中原親能（なかはら ちかよし）★
演：川島潤哉
鎌倉の官僚。元下級貴族。三幡の乳母夫。
実直に政務をこなし、朝廷と鎌倉の繋ぎ役を務める。しかし、心の内では鎌倉を恐ろしい場所と考える。
頼朝からの要請で鎌倉へ下向すると、主に外交を担当する。鎌倉の使者として度々上洛し朝廷との橋渡しを行うが、宿老就任後に三幡が亡くなると、出家し帰洛する。その後も鎌倉との関係は絶えず、朝廷に鎌倉の情報を報告する。
二階堂行政（にかいどう ゆきまさ）★
（藤原行政 → 二階堂行政）
演：野仲イサオ
鎌倉の官僚。本姓は藤原行政（ふじわら の ゆきまさ）。
口数が少なく、表情一つ変えずに黙々と政務をこなす。秩序や法に厳しく、時に皆を一喝し厳しい沙汰を進言する。のえと義時との縁談を進めた頃から権勢欲を見せ始める。
頼朝からの要請で鎌倉へ下向すると政所で財務を担当し、のちに宿老となる。時政が横暴を重ねるようになると、義時を味方に引き入れるためのえとの縁談を進め、誕生した政村を執権に就かせようと企む。老齢により隠居生活を送るようになるも権勢欲は捨てず、のえを訪ねては野心を煽りたてる。

### 平家

#### 平家一門
平清盛（たいら の きよもり）
演：松平健
平家の棟梁。武士として初めて太政大臣となったことで「平相国（へいしょうこく）」、出家しているため「清盛入道（きよもりにゅうどう）」と称される。法名は「浄海（じょうかい）」。
豪胆かつ狡猾で、感情の起伏が激しく執念深い。戦経験が豊富なことから時勢の変化に敏感で、政治感覚にも優れる。
平治の乱に勝利し絶大な権勢を誇ると、鹿ケ谷の謀議が発覚したことで後白河を福原に幽閉し、外孫である安徳を即位させる。以仁王が挙兵すると即座に鎮圧する。また、当初は頼朝の挙兵を気にも留めていなかったが、反乱が大規模だと見ると維盛を総大将とする追討軍を送り込む。その後、園城寺や東大寺を焼き討ちにするも病に倒れ息を引き取る。臨終の間際、頼朝の首を墓前に供えるよう宗盛に言い遺す。
二位尼（にいのあま）
演：大谷恭子
清盛の妻。宗盛の母。
平宗盛（たいら の むねもり）
演：小泉孝太郎
清盛の三男かつ後継者。母は二位尼。
線が細く、武将としての剛毅さに欠ける。愚鈍ではないが現状認識が甘く、しばしば後手を踏む。戦の才はなく、定石で戦いに挑む。また、政治的駆け引きも不得意で、相手を信じ過ぎるあまり罠にはまる。一方で、心優しく家族思いである。亡き兄には敬意を持ちつつも劣等感を抱く。
兄の死により家督を相続する。頼朝が挙兵すると侮って対応が遅れ、清盛を激怒させる。清盛の死後に跡を継ぐが、義仲軍に敗れ安徳と三種の神器を擁して都落ちする。その後、一ノ谷、屋島と義経軍に敗れ、壇ノ浦にて入水を試みるも捕縛される。鎌倉に護送されると御簾越しに頼朝と対面し、鎌倉に入れぬ義経のため頼朝宛の書状の代筆を申し出る。義経の計らいにより、罪人同士のため本来は会えぬ清宗と最期の対面を果たす。
平清宗（たいら の きよむね）
演：島田裕仁
宗盛の嫡男。
平知盛（たいら の とももり）
演：岩男海史
清盛の四男。宗盛の同母弟。
平維盛（たいら の これもり）
演：濱正悟
清盛の嫡孫。平重盛の嫡男。
頼朝追討軍の総大将として進撃するが、富士川にて兵たちが水鳥の羽音に驚いたため総崩れとなり撤退する。

#### 伊豆の官僚
堤信遠（つつみ のぶとお）
演：吉見一豊
伊豆の権守。兼隆の後見役。
傲慢かつ攻撃的で意地が悪い。平家の威光を笠に着て坂東武者を見下す。
義時たちに嫌がらせを行ったため頼朝の挙兵で標的となり、北条父子に討たれる。
山木兼隆（やまき かねたか）
演：木原勝利
伊豆の目代。本姓は平兼隆（たいら の かねたか）。
平家の威光を笠に着て坂東武者を見下し嘲笑う。また、時に軽口を叩く。
以仁王の挙兵の後、平時忠が伊豆の知行国主となったことから目代に任じられる。頼朝の挙兵で最初の標的となり討ち取られる。
中原知親（なかはら ともちか）
演：森本武晴
伊豆の目代。下田を治める。兼隆の縁者。
顔が長く、義時や宗時から「馬面」と揶揄される。
頼朝が坂東の政を取り仕切ることを宣言するための駒として利用され、民衆からの評判が悪いことを理由に領地を召し上げられる。

### 奥州藤原氏
藤原秀衡（ふじわら の ひでひら）
演：田中泯
三代奥州藤原氏当主。「奥州の覇者（おうしゅうのはしゃ）」と称され、義経からは「御館（みたち）」と呼ばれる。
冷徹かつ慎重で、状況判断力や政治的駆け引きに優れる老獪な策士。自らの手で鎌倉を攻め落とすという野心を持つ。一方で情に厚く、義経の才を認めて実子のように養育し、平家を滅ぼした義経を日本一の英雄と褒め称える。
平泉を拠点に陸奥と出羽を支配して平家と並ぶ勢力を誇り、源氏の御曹司である義経を庇護する。頼朝から追われた義経が平泉へ戻ると快く迎え入れるが病に倒れ、義経を大将軍とし藤原氏が義経の下で力を合わせるよう遺言を残して亡くなる。その後、死期を悟った義経の前に霊となって姿を現す。
とく
演：天野眞由美
秀衡の正妻。泰衡の母。のちに国衡の妻。
藤原泰衡（ふじわら の やすひら）
演：山本浩司
四代奥州藤原氏当主。秀衡の次男。母はとく。
臆病かつ慎重で、国衡と衝突を繰り返す。また、小心者で脅しに屈しやすい。
秀衡の遺言により新たな御館となる。義時が平泉を訪れると義経の引き渡しを拒むが、義経が挙兵の動きを見せると動揺し、目の前で頼衡を殺されると義時の恫喝に屈する。その後、衣川の館を襲撃して義経の首を鎌倉に送るが、義経を勝手に討ったという理由で頼朝率いる大軍に攻められ、逃亡中に河田次郎に討たれる。
藤原国衡（ふじわら の くにひら）
演：平山祐介
秀衡の長男。泰衡の異母兄で、のちに義父。
好戦的な熱血漢。泰衡との仲は悪いが、それ以外の人物には友好的。
義時が平泉を訪れると秀衡の遺言に従って義経の引き渡しを拒み、挙兵を決意した義経に同調する。
藤原頼衡（ふじわら の よりひら）
演：川並淳一
秀衡の六男。泰衡の異母弟。
平泉に来た義時を不審に思い、その真意を尋ねるが善児に殺される。
河田次郎（かわだ じろう）
演：小林博
泰衡の家人。
頼朝軍が迫ると泰衡を殺害して降伏するが、頼朝から主への裏切りを非難され斬首となる。

### 朝廷

#### 天皇・皇族
後白河法皇（ごしらかわほうおう）
演：西田敏行
治天の君。頼朝から「日本一の大天狗（ひのもといちのおおてんぐ）」と称される。
狡猾な策士で、直轄軍を持たない中で朝廷の権力を守ることを使命とし、乱世を楽しみつつ源氏や平家を様々な手段を用いて翻弄する。しかし、自身の立場が危うくなると責任転嫁する。信心深く大仏の開眼を自らの手で行う。また、今様を好む。相手を騙すため医学の知識も身につける。清盛とは良好な関係を演じるが心の内では毛嫌いし、頼朝の夢枕に現れては平家打倒の発破を掛ける。頼朝については平家討伐の駒として利用するが権力を増大させると危機感を抱き、彼の理想とする世を「薄っぺらい」と一蹴する。坂東武者については見下すが、忠実に命に従う義経や忖度しない時政のことは気に入り手駒にしようとする。
清盛とは蜜月の仲であったが建春門院が死去すると関係が悪化し、福原に幽閉される。清盛が死去し宗盛に政権を返上されると、頼朝追討の院宣を平家に与える。のちに義仲が入京すると平家追討と三種の神器の奪還を命じるが、京のしきたりに無知な義仲に失望して頼朝と接近する。義経が義仲を討ち取ると、平家軍を破った恩賞として検非違使に任じる。平家滅亡後は頼朝と義経を対立させるため義経の鎌倉帰還を妨害し、義経に頼朝追討の宣旨を与えるが、頼朝軍が京へ迫ると義経追討の宣旨を与える。上洛した時政と義時にこれらの行為を問い詰められると、義経に脅されたためだとし、日本全国に守護・地頭を設置することを容認する。頼朝が上洛すると平家や義仲、義経を滅ぼしたことを後悔しつつも御所にて対面し、頼朝を牽制する。その後、死の床に伏すと後鳥羽に「守り抜かれよ」と遺言を残して崩御する。
以仁王（もちひとおう）
演：木村昴
後白河の第三皇子。
後白河が清盛により幽閉されると、打倒平家と後白河の奪還を試み諸国に令旨を送る。後に挙兵するも平家軍に討たれる。
安徳天皇（あんとくてんのう）
演：相澤智咲（幼年期：伊藤光之丞）
高倉の第一皇子。母は建礼門院。後白河の孫。
源氏軍の猛攻により平家軍とともに都を落ち延び一ノ谷、屋島へと逃れるが、壇ノ浦において入水する。
後鳥羽上皇（ごとばじょうこう）
（後鳥羽天皇 → 後鳥羽上皇）
演：尾上松也（幼少期：尾上凛 → 菊井りひと）
高倉の第四皇子。安徳の異母弟。後白河の孫。
権謀術数に長け、後白河の遺言を果たすため朝廷の権力増大に心を燃やす。洞察力と情報解析力に優れ、謀略を遊戯と捉えて策を練る。また、刀・弓・蹴鞠・似絵など多芸多才な趣味を持つ。坂東武者を見下し、特に北条家を毛嫌いする。義時については田舎者でありながら自分の頭越しに行動を起こすことに激怒し、不倶戴天の宿敵と見做す。一方、蹴鞠が得意な時房のことは気に入る。実朝については北条家に対抗するための駒と考え、夢枕に出現し発破を掛ける。
安徳が都落ちすると4歳で践祚され、19歳にして第一皇子に譲位し院政を開始する。その後は実朝が北条に取り込まれぬよう仲章を下向させ、朝雅を利用して時政を失脚に導く。しかし、義時が朝雅を誅殺したため激怒し、御家人・実朝と義時が対立するよう働きかける。実朝が朝廷を頼ると、巨大な唐船の完成によって実朝の権威が高まることに期待する。また、時房の蹴鞠の腕前を見て気に入ると、息子・頼仁を次期鎌倉殿として下向させると約束する。鎌倉殿が不在となると、危険な鎌倉に親王を下向させたくはないが北条の力は抑えたいと考え、三寅を下向させる。義時の思い通りとなる現状に不満を募らせる中、源氏の跡目争いにより都で頼茂が挙兵すると義時追討を決意し、鎌倉の有力御家人に義時追討の院宣を発する。官軍を撃破した鎌倉軍が入京すると秀康らの出馬要請を承諾するが、兼子の説得で後白河の遺言を思い出し最終的には拒否する。時房と対面した際には秀康らが勝手にやった事と罪を免れようとするが、義時の裁定により隠岐へ流された。

#### 朝廷の女性
丹後局（たんごのつぼね）
演：鈴木京香
後白河の寵妃。
政治感覚に優れる朝廷の実力者で、坂東の者を「東夷」と呼び牽制する。しかし、似た者同士だと感じる政子には助言を与えるなど、厳しさの中にも愛のある発言をする。
後白河の側近的役割を果たすと、謀略を巡らし策を授ける。後白河の崩御後は通親と組んで権勢を維持し、大姫の入内に協力を求める政子の見通しの甘さを叱責する。後鳥羽の院政開始後に落飾し、修行と称して気ままに旅を楽しむ。鎌倉を訪れると尼御台としての覚悟が定まらない政子を叱咤激励し、天下人の妻としての覚悟を促す。
建春門院
演：一木香乃
後白河の妃。清盛の義妹。
藤原兼子（ふじわら の かねこ）
演：シルビア・グラブ
後鳥羽の乳母。通称は卿二位（きょうのにい）。
後鳥羽の側近として院政を支える。相談相手を務め献策もする参謀的存在で、状況判断力に優れ機転も利く。交渉力に長けるが、有益な情報を提示されると心を乱す。後鳥羽に対して忠実だが、彼の安全と権威を守るためなら意向にも逆らう。強気で誇り高く武士を終始見下すが、政子のことは気に入り「東大寺の大仏様のよう」と称する。
実朝から親王下向の要請があると、上洛した政子と会談する。その際、頼仁の養育係を務めていたことから彼の立身出世を目論み、実朝の後継とする事で話をまとめる。しかし、実朝が暗殺されると一転して鎌倉行きに猛反対する。後鳥羽の義時討伐には積極的に賛同するが、戦況が不利になると出馬に動きかけていた後鳥羽を説得する。

#### 公家・武士とその一族
九条兼実（くじょう かねざね）
演：田中直樹
摂関家の実力者。関白。
意志が強く、違和感を感じると皇族相手でも暗に苦言を呈す。作法やしきたりに疎い田舎侍を見下す。
頼朝とは協力関係にあったが、大姫入内を画策すると牽制する。その後、通親と力関係が逆転し、慈円に朝廷の繁栄を託す。
慈円（じえん）
演：山寺宏一
後鳥羽に仕える僧侶。兼実の弟。後鳥羽からは「慈円僧正（じえんそうじょう）」と呼ばれる。
学識豊かで弁が立ち、談判が得意。相手の本質を的確に見抜き、義時と対面する以前から後鳥羽と思考が似ていることに気づく。また、夢のお告げを見ては後鳥羽に伝える。親譲りの大きな鼻を持つ。
後鳥羽の顧問として策を授ける一方、鎌倉との融和を図り、実朝が亡くなると三寅を次期鎌倉殿に推薦する。しかし、この行為を政治的野心の為と見た後鳥羽に不信感を抱かれ、義時追討を諌めたことで側近の地位を追われる。
三寅（みとら）
演：中村龍太郎（幼少期：越田一央織）
四代鎌倉殿（摂家将軍）。兼実の曾孫。頼朝の妹の曾孫。のちの藤原頼経。
活発な幼子。母親代わりの政子に懐く。
慈円の推薦により2歳で鎌倉に下向する。義時が鎌倉の第一人者であることを見せつけるため、4歳にして着袴の儀を義時の介添えの下に行い、鎌倉殿として披露される。
平知康（たいら の ともやす）
演：矢柴俊博
後白河の側近。平朝親の子。鼓の名手で「鼓判官（つづみのほうがん）」と呼ばれる。
立場を追われても幾度となく立ち上がる不屈の精神を持つ。作法やしきたりに疎い田舎侍を毛嫌いするが、実力や才能がある者は身分関係なく評価する。蹴鞠にも優れるが戦闘能力は低い。
義仲が法住寺殿を襲撃すると、防戦の指揮を執るが大敗する。その後、義経の篭絡を図る後白河に協力するが、頼朝の勢力増大により全責任を押し付けられ都から追放される。さらに鎌倉に流れ着き就任した頼家の蹴鞠指南役もお役御免となる。後に押松（おしまつ）と改名して後鳥羽の従者となり、鎌倉の有力御家人に義時追討の院宣を届けるが、義村の密告で捕縛され京へ帰された。
土御門通親（つちみかど みちちか）
演：関智一
朝廷の実力者。中納言。
知謀に長け情報収集力も高い。景時と交流を持つ。
兼実の追い落としに成功すると後鳥羽に娘を入内させ、彼女が産んだ皇子を即位させる。以降、後鳥羽の後見かつ土御門の外祖父として絶大な権勢を振い、鎌倉を揺さぶる。
一条高能（いちじょう たかよし）
演：木戸邑弥
一条家の嫡男。頼朝の甥。
源仲章（みなもと の なかあきら）
演：生田斗真
後鳥羽の側近。在京御家人。
容姿端麗かつ学識豊かで風姿に優れる。和歌の才に秀で、藤原定家と繋がりを持つ。人の懐に入るのが得意で、特に女性を誑かす。また、弁舌の才を駆使して御家人を手玉に取り鎌倉を揺さぶる。表立って迅速に対応する行動力もあり、情報収集力と分析力にも長ける。世渡り上手かつ野心家で後鳥羽の手先である事に満足せず、親王将軍の補佐役として鎌倉の実権を握るという野望達成のため義時の座を狙う。
後鳥羽の命で鎌倉に下向し実朝の歌道の指南役となると、京と鎌倉を行き来し後鳥羽の策の実行役として暗躍する。信濃国の御家人・泉親衡（いずみ ちかひら）と称して胤長に近付くと義時打倒の謀反に加担させる。その後は実朝が義時への不信感を募らせるのに乗じて権勢を拡大し、義時と真向から対立する。のえに接近して頼家の死の真相を探ったことで義時の怒りを買うが、実朝の右大臣拝賀式では自身の命を狙うトウを捕らえ、頼家暗殺の決定的な証拠を掴んだと義時を恫喝する。また、義時の役目であった太刀持ち役も奪い取るが、義時と誤認され公暁に討たれる。
藤原秀康（ふじわら の ひでやす）
演：星智也
後鳥羽の側近。西面武士の指揮官。
自信家だが、綿密な計画を立て根回しを行うなど慎重な面も持つ。強弓の使い手。顔に向こう傷がある。
後鳥羽の命で頼茂の挙兵を鎮圧し、後鳥羽が挙兵を決意すると胤義と密談して義村を味方に引き入れようと画策する。その後、京都守護の光季を討つが宇治川で鎌倉軍に敗れ、内裏にて後鳥羽に出馬を乞うも拒否される。

### 文化人

#### 僧侶
文覚（もんがく）
演：市川猿之助
神護寺の僧侶。
怪しげで汚らしい風貌をした怪人物。強欲で押し付けがましく執念深い。何度追い返されても諦めない不屈の精神を持つ。口八丁手八丁の策士で機転も利く。
出家前は北面武士として義朝と院御所の護衛を務めていたと語り、誰とも知れぬ髑髏を「源義朝のしゃれこうべ」と吹聴し平家打倒を説いて回る。京へ戻ると後白河の依頼で清盛を呪詛し、清盛の死後に神護寺の僧となる。頼朝から秀衡の呪詛を依頼され鎌倉へ下るが、役目を怠ったため全成に役目を奪われ反頼朝派の謀議に加わる。頼朝の死後、通親の暗殺を企てた罪で捕縛され後鳥羽の命で隠岐へ配流となる。のちに、隠岐へ配流される後鳥羽の前に怨霊として現れた。
文陽房覚淵（もんようぼう かくえん）
演：諏訪太朗
伊豆山権現社の長。
頼朝が挙兵すると政子たちを匿い、千鶴丸に会うため寺を訪れた八重には事の顛末を伝える。
土佐坊昌俊（とさのぼう しょうしゅん）
演：村上和成
僧兵。元は興福寺の僧侶。
里から静の殺害を依頼されると、これを利用して義経を討ち取り恩賞を得ようと企むが、弁慶に阻まれる。
若い僧侶
演：坂東駿
伊豆山権現社の僧侶。
住職
演：緒方賢一
願成就院の住職。
僧侶
演：野崎亨類
公暁の門弟。

#### 仏師・技師・医師
運慶（うんけい）
演：相島一之
仏師。康慶の息子。
気さくで、権力者にも忖度せず軽口を叩く。依頼者と製作者の関係以上には深入りせぬが、洞察力に長け人物の風貌や人柄を鋭く観察し本質を見抜く。仏師としての腕は一流で、飲酒を好むが仏の前では飲まないという信念を持つ。
粛清を実行する中で徐々に冷酷になる義時に興味を持ち、仏像を造りたいと語る。実朝暗殺の後、義時から自分の顔に似せた「神仏と一体となった像」を造るよう命じられ、迷いの無いつまらない顔となった義時に興味はないと一旦は断るが、承久の乱の終結後に「今のおまえに、瓜二つ」として異形の像を引き渡す。これにより義時を激怒させるが、殺すまでもないと放逐される。
陳和卿（ちん なけい）
演：テイ龍進
宋の技術者。
強者に迎合し、懐に入るのが上手い。自信家で宋の高い技術力を持つが少々抜けている。
仲章の手引きで鎌倉を訪れ、実朝が見た夢を利用して渡宋を決断させる。その後、実朝の命で唐船を設計するが、義時による図面の書き換えに気付かぬまま造船を進め失敗する。
医者
演：康すおん
秀義の孫。
重病を患った頼家や実朝を回復させ、義時の体調不良の原因を見抜く。
医者
演：春海四方
頼朝の典医。
医者
演：黒板七郎
京の医者。

### 市井の人物
歩き巫女（あるきみこ）
演：大竹しのぶ
鎌倉に住む巫女。
気迫ある怪しげな白髪の老婆。あちこちで天幕を張り占いやまじないをして暮らす。精度は百発百中で、未来を見通し予言する。また、相手の本質を即座に見抜き助言を与える。一方でお茶目な面もある。後年は認知症を患い、朝時から「天命に逆らうな」のみを繰り返すようになったと語られる。しかし、その言葉を予言と信じる実朝は、抵抗せず公暁に討たれた。
権三（ごんぞう）
演：竹内まなぶ
安房の漁師。亀の夫。
頼朝から妻を取り返そうと仲間を引き連れ頼朝の宿舎を襲撃するが、常伴軍と鉢合わせ乱闘になる。
五藤太（ごとうた）
演：藤田健彦
修善寺の農民。
範頼暗殺の巻き添えとなり、妻とともに善児に殺される。
五藤太の妻
演：山田里奈
修善寺の農民。
サツキ
演：磯山さやか
伊豆の女性。
若くて可愛く、気立てがよい。明るく面倒見が良いため泰時に「祖父のことをとても気遣ってくれた」と評される。
時政が蟄居する館の近所に住み、高齢となった時政を世話する。
野武士
演：慈五郎
藤平太（とうへいた）
演：大津尋葵
相模腰越の村人。
小六（ころく）
演：中村大輝
摂津の狩人。
代官
演：沖田裕樹
伊豆の代官。
百姓
演：田村泰二郎、比佐仁
伊豆の百姓。
ウメ
演：石川萌香
鎌倉の百姓。
百姓
演：細川唯、関塚まいこ、南一恵、西岡野人、高橋克明
鎌倉の百姓。

### 特別登場
侍女
演：長澤まさみ
大倉御所に仕える侍女。
徳川家康（とくがわ いえやす）
演：松本潤　
「吾妻鏡」の愛読者。『どうする家康』の主人公。

## スタッフ
- 作：三谷幸喜
- 脚本協力：古沢良太（最終回）
- 音楽：エバン・コール
- 語り：長澤まさみ[注釈 24]
- テーマ音楽演奏：NHK交響楽団
- テーマ音楽指揮：下野竜也
- 演奏：ブダペストスコアリング/ミラクル・バス[* 92]
- タイトルバック：高野善政、島田初哉
- 題字：佐藤亜沙美
- メインビジュアル：レスリー・キー、吉良進太郎
- 3D地図監修：シブサワ・コウ

- 時代考証：坂井孝一、長村祥知、木下竜馬
- 風俗考証：佐多芳彦
- 公家文化考証：海上貴彦
- 中世軍事考証：西股総生
- 建築考証：三浦正幸
- 衣裳考証：小泉寛明
- 仏教美術考証：塩澤寛樹
- 和歌考証：渡部泰明
- 医事考証：若尾みき
- 時代考証補：坂井武尊
- 所作指導：橘芳慧
- 殺陣武術指導：辻井啓伺
- 馬術指導：田中光法
- 芸能考証・指導：友吉鶴心
- 仏事指導：張堂興昭
- 京ことば指導：井上裕季子
- 書道指導：金敷駸房
- 双六指導：伊藤拓馬
- 蹴鞠指導：高野健次、山本隆史
- 飾りひも指導：多田牧子
- 鳴弦指導：小池義明
- 操船指導：千葉清次郎
- 銅拍子指導：住田福十郎
- 鼓指導：望月佐太寿郎
- 華道・州浜台指導：井関宗脩
- 囲碁指導：田尻悠人
- 仏像修復指導：明珍素也
- 中国語指導：凌慶成

- ビジュアルディレクター：神田創、戸田義久
- VFXプロデューサー：結城崇史
- VFXスーパーバイザー：進威志、田中貴志
- ビジュアルスーパーバイザー：大谷直哉
- 特殊メイク：江川悦子
- 撮影協力：静岡県伊豆の国市、裾野市、富士宮市、沼津市、神奈川県相模原市、岩手県奥州市、不二聖心女子学院
- 制作統括：清水拓哉、尾崎裕和
- プロデューサー：長谷知記、大越大士、橋本万葉、吉岡和彦、川口俊介、結城崇史
- 演出：吉田照幸、末永創、保坂慶太、安藤大佑、中泉慧、小林直毅、松本仁志
- 副音声解説：宗方脩

### 鎌倉殿の13人紀行
- 語り：糸井羊司
- ギター演奏：ポール・ギルバート（第1回 - 第14回）
- ピアノ演奏：フランチェスコ・トリスターノ（第15回 - 第26回）
- テルミン演奏：竹内正実（第27回 - 第38回）
- ヴォーカル：tea（第27回 - 第38回）
- クラリネット演奏：コハーン（第39回 - 第48回）

## 放送

### 放送時間
- 本放送
  - NHK総合：毎週日曜 20時 - 20時45分
- 先行放送
  - NHK BS4K：毎週日曜 18時 - 18時45分
  - NHK BSプレミアム：毎週日曜 18時 - 18時45分
- 再放送
  - NHK総合：毎週土曜 13時5分 - 13時50分
- 配信
  - NHKプラス：NHK総合と同時配信。放送から7日間は見逃し視聴が可能。

### 放送日程
- 初回と最終回は15分拡大。
- 第18回は本編の放送時間を45分に拡大（「紀行」コーナーは「いよいよ壇ノ浦へ！『鎌倉殿の13人』紀行(18)」として別日時で放送[* 22]。）BS4Kでは放送時間を46分に拡大し、「紀行」コーナーも同時放送[* 93][* 94]。
- 最終回は本編の放送時間を59分に拡大（「紀行」コーナーは「『鎌倉殿の13人』紀行　最終回特別編」として別日時で放送[* 23]。）。

| 放送回                                                                       | 放送日   | サブタイトル         | 演出              | 紀行                                                                             | 地上波視聴率 |
| ---------------------------------------------------------------------------- | -------- | -------------------- | ----------------- | -------------------------------------------------------------------------------- | ------------ |
| 第01回                                                                       | 01月09日 | 大いなる小競り合い   | 吉田照幸          | 鶴岡八幡宮（神奈川県鎌倉市） 史跡 北条氏邸跡（静岡県伊豆の国市）                 | 17.3％       |
| 第02回                                                                       | 01月16日 | 佐殿の腹             | 吉田照幸          | 音無神社（静岡県伊東市） 蛭ヶ島公園（静岡県伊豆の国市）                          | 14.7%        |
| 第03回                                                                       | 01月23日 | 挙兵は慎重に         | 末永創            | 総本山園城寺（滋賀県大津市）                                                     | 16.2%        |
| 第04回                                                                       | 01月30日 | 矢のゆくえ           | 末永創            | 三嶋大社（静岡県三島市） 香山寺（静岡県伊豆の国市）                              | 15.4%        |
| 第05回                                                                       | 02月06日 | 兄との約束           | 吉田照幸          | 石橋山古戦場（神奈川県小田原市） 伊豆山神社（静岡県熱海市）                      | 13.4%        |
| 第06回                                                                       | 02月13日 | 悪い知らせ           | 保坂慶太          | しとどの窟（神奈川県湯河原町） 源頼朝船出の浜（神奈川県真鶴町）                  | 13.7%        |
| 第07回                                                                       | 02月20日 | 敵か、あるいは       | 末永創            | 玉前神社（千葉県一宮町） 千葉神社（千葉県千葉市）                                | 14.4%        |
| 第08回                                                                       | 02月27日 | いざ、鎌倉           | 吉田照幸          | 寿福寺（神奈川県鎌倉市）                                                         | 13.7%        |
| 第09回                                                                       | 03月06日 | 決戦前夜             | 保坂慶太          | 横割八幡宮（静岡県富士市） 八幡神社（静岡県清水町）                              | 14.0%        |
| 第10回                                                                       | 03月13日 | 根拠なき自信         | 安藤大佑          | 西金砂神社（茨城県常陸太田市）                                                   | 13.6%        |
| 第11回                                                                       | 03月20日 | 許されざる嘘         | 吉田照幸          | 三十三間堂（京都府京都市）                                                       | 13.5%        |
| 第12回                                                                       | 03月27日 | 亀の前事件           | 末永創            | 正法寺（埼玉県東松山市） 妙本寺（神奈川県鎌倉市）                                | 13.1%        |
| 第13回                                                                       | 04月03日 | 幼なじみの絆         | 吉田照幸          | 豆塚神社（静岡県伊豆の国市） 最誓寺（静岡県伊東市）                              | 12.9%        |
| 第14回                                                                       | 04月10日 | 都の義仲             | 安藤大佑          | 倶利伽羅古戦場（富山県小矢部市） 倶利伽羅神社（石川県津幡町）                    | 12.1%        |
| 第15回                                                                       | 04月17日 | 足固めの儀式         | 保坂慶太          | 十二所果樹園（神奈川県鎌倉市） 上総介塔（神奈川県横浜市）                        | 12.9%        |
| 第16回                                                                       | 04月24日 | 伝説の幕開け         | 末永創            | 義仲寺（滋賀県大津市）                                                           | 12.9%        |
| 第17回                                                                       | 05月01日 | 助命と宿命           | 吉田照幸          | 清水八幡宮（埼玉県狭山市） 常楽寺（神奈川県鎌倉市）                              | 12.5%        |
| 第18回                                                                       | 05月08日 | 壇ノ浦で舞った男     | 吉田照幸          | 赤間神宮（山口県下関市）                                                         | 12.7%        |
| 第19回                                                                       | 05月15日 | 果たせぬ凱旋         | 安藤大佑          | 若宮八幡宮（京都府京都市） 吉野山（奈良県吉野町）                                | 13.2%        |
| 第20回                                                                       | 05月22日 | 帰ってきた義経       | 保坂慶太          | 高館義経堂（岩手県平泉町） 接待館遺跡（岩手県奥州市）                            | 12.8%        |
| 第21回                                                                       | 05月29日 | 仏の眼差し           | 末永創            | 願成就院（静岡県伊豆の国市）                                                     | 13.2%        |
| 第22回                                                                       | 06月05日 | 義時の生きる道       | 中泉慧            | 東大寺（奈良県奈良市） 法住寺（京都府京都市）                                    | 12.9%        |
| 第23回                                                                       | 06月12日 | 狩りと獲物           | 吉田照幸          | 頼朝の井戸の森（静岡県裾野市） 曽我の隠れ岩（静岡県富士宮市）                    | 13.3%        |
| 第24回                                                                       | 06月19日 | 変わらぬ人           | 安藤大佑          | 源範頼の墓（静岡県伊豆市）                                                       | 12.0%        |
| 第25回                                                                       | 06月26日 | 天が望んだ男         | 吉田照幸          | 旧相模川橋脚（神奈川県茅ヶ崎市）                                                 | 12.2%        |
| 第26回                                                                       | 07月03日 | 悲しむ前に           | 保坂慶太          | 源頼朝の墓（神奈川県鎌倉市）                                                     | 12.9%        |
| 第27回                                                                       | 07月17日 | 鎌倉殿と十三人       | 末永創            | 永福寺跡（神奈川県鎌倉市）                                                       | 11.7%        |
| 第28回                                                                       | 07月24日 | 名刀の主             | 安藤大佑          | 梶原景時館址（神奈川県寒川町） 清見寺（静岡県静岡市） 建長寺（神奈川県鎌倉市）   | 12.9%        |
| 第29回                                                                       | 07月31日 | ままならぬ玉         | 中泉慧            | 三浦義澄の墓（神奈川県横須賀市）                                                 | 11.9%        |
| 第30回                                                                       | 08月07日 | 全成の確率           | 吉田照幸          | 大六天の森（栃木県益子町） 大泉寺（静岡県沼津市）                                | 11.4%        |
| 第31回                                                                       | 08月14日 | 諦めの悪い男         | 保坂慶太          | 妙本寺（神奈川県鎌倉市）                                                         | 12.1%        |
| 第32回                                                                       | 08月21日 | 災いの種             | 吉田照幸          | 極楽寺（神奈川県鎌倉市）                                                         | 11.8%        |
| 第33回                                                                       | 08月28日 | 修善寺               | 末永創            | 源頼家の墓（静岡県伊豆市）                                                       | 10.2%        |
| 第34回                                                                       | 09月04日 | 理想の結婚           | 中泉慧            | 六角堂（頂法寺）（京都府京都市） 小野城跡（三重県亀山市）                        | 11.9%        |
| 第35回                                                                       | 09月11日 | 苦い盃               | 保坂慶太          | 畠山重忠公史跡公園（埼玉県深谷市） 菅谷館跡（埼玉県嵐山町）                      | 11.2%        |
| 第36回                                                                       | 09月18日 | 武士の鑑             | 末永創            | 畠山重忠公碑（神奈川県横浜市）                                                   | 12.4%        |
| 第37回                                                                       | 09月25日 | オンベレブンビンバ   | 小林直毅          | 円覚寺（神奈川県鎌倉市）                                                         | 12.6%        |
| 第38回                                                                       | 10月02日 | 時を継ぐ者           | 吉田照幸          | 願成就院（静岡県伊豆の国市）                                                     | 11.7%        |
| 第39回                                                                       | 10月16日 | 穏やかな一日         | 保坂慶太          | 十国峠・源実朝の歌碑（静岡県熱海市） 鶴岡八幡宮（神奈川県鎌倉市）                | 12.0%        |
| 第40回                                                                       | 10月23日 | 罠と罠               | 中泉慧            | 光念寺（神奈川県三浦市） 正行院（神奈川県横須賀市）                              | 11.3%        |
| 第41回                                                                       | 10月30日 | 義盛、お前に罪はない | 吉田照幸          | 和田塚（神奈川県鎌倉市） 善栄寺（神奈川県小田原市）                              | 11.3%        |
| 第42回                                                                       | 11月06日 | 夢のゆくえ           | 末永創            | 船玉神社（神奈川県藤沢市） 実朝歌碑（神奈川県鎌倉市）                            | 11.3%        |
| 第43回                                                                       | 11月13日 | 資格と死角           | 吉田照幸 松本仁志 | 明王院（神奈川県鎌倉市）                                                         | 11.5%        |
| 第44回                                                                       | 11月20日 | 審判の日             | 保坂慶太          | 覚園寺（神奈川県鎌倉市）                                                         | 11.0%        |
| 第45回                                                                       | 11月27日 | 八幡宮の階段         | 安藤大佑          | 鶴岡八幡宮（神奈川県鎌倉市） 源実朝公御首塚（神奈川県秦野市）                    | 06.2%        |
| 第46回                                                                       | 12月04日 | 将軍になった女       | 末永創            | 多摩川浅間神社（東京都大田区） 雲林寺（神奈川県横浜市） 安養院（神奈川県鎌倉市） | 11.3%        |
| 第47回                                                                       | 12月11日 | ある朝敵、ある演説   | 吉田照幸 谷口尊洋 | 聖福寺（福岡県福岡市） 名超寺（滋賀県長浜市）                                    | 11.9%        |
| 最終回                                                                       | 12月18日 | 報いの時             | 吉田照幸          | 北条小町邸跡（神奈川県鎌倉市） 北条義時の墓（神奈川県鎌倉市）                    | 14.8%        |
| 平均視聴率 12.7%（視聴率はビデオリサーチ調べ、関東地区・世帯・リアルタイム） |          |                      |                   |                                                                                  |              |

### 放送時間変更・休止
- 7月10日は第26回参議院議員通常選挙投開票日に伴う『参院選開票速報2022』放送のため休止[* 96]。7月16日の再放送枠は第26回をリピートで再放送[* 97]。
- 10月9日はスペシャルトーク番組放送のため休止[* 98]。
- 11月20日は福岡県のみNHK総合にて2022年福岡市長選挙の開票速報特番を放送のため、20時15分 - 21時00分に繰り下げ。

#### 総合テレビ・再放送枠における放送休止など
- 2月5日（第4回）は「スノーボード・女子スロープスタイル予選」放送のため、14時10分に繰り下げ。
- 7月9日（第26回）は「連続テレビ小説・ちむどんどん」の第65回の延期と[注釈 26]、それに伴うウィークリーダイジェストの10分繰り下げにより、13時15分に繰り下げ。

### 再放送枠以外での再放送
- 1月23日にNHK総合で初回と第2回を連続再放送。
- 「ミッドナイトチャンネル・深夜のイッキ見!」編成の一環としてのキャッチアップ放送として、2月17日と18日にNHK総合で第1回から第6回までを集中再放送。また7月10日分の放送休止に合わせて、7月16日から18日までにNHK総合で第18回から第25回までを一挙再放送[* 97]。これらの再放送はNHKプラスで同時配信され、放送後7日間は見逃し視聴が可能であった。

### ダイジェスト
1か月分の放送をダイジェストにした「20分でわかる!『鎌倉殿の13人』」を放送。ナレーターは木村昴。放送内容は前後編に分けてNHKの公式YouTubeでも公開。
ダイジェストの初回放送は、それまでの放送分も合わせて放送された。また、NHKプラスでも同時配信され、放送後7日間は見逃し視聴が可能であった。
| 放送回           | 初回放送日          | 放送時間            | 本編回          |
| ---------------- | ------------------- | ------------------- | --------------- |
| 01月ダイジェスト | 02月06日（5日深夜） | 01時31分 - 01時51分 | 第01回 - 第04回 |
| 02月ダイジェスト | 03月05日（4日深夜） | 02時45分 - 03時05分 | 第05回 - 第08回 |
| 03月ダイジェスト | 04月03日（2日深夜） | 00時10分 - 00時30分 | 第09回 - 第12回 |
| 04月ダイジェスト | 05月02日（1日深夜） | 02時55分 - 03時16分 | 第13回 - 第17回 |

### 総集編
2022年12月29日にNHK総合で、12月31日と1月2日にBS4Kで放送(4部構成)。
| 放送回 | 放送時間（総合）    | 放送時間（BS4K）    | 放送時間（BS4K）    | 本編回          |
| ------ | ------------------- | ------------------- | ------------------- | --------------- |
| 第一章 | 13時05分 - 14時15分 | 23時45分 - 00時55分 | 08時00分 - 09時10分 | 第01回 - 第13回 |
| 第二章 | 14時15分 - 15時20分 | 00時55分 - 02時00分 | 09時10分 - 10時15分 | 第14回 - 第23回 |
| 第三章 | 15時25分 - 16時31分 | 02時00分 - 03時06分 | 10時15分 - 11時21分 | 第24回 - 第36回 |
| 最終章 | 16時31分 - 17時40分 | 03時06分 - 04時15分 | 11時21分 - 12時30分 | 第37回 - 第48回 |

### 関連番組

#### テレビ番組
- 鎌倉殿サミット2022 〜源頼朝 死をめぐるミステリー 日本史上の大転換点〜（2022年1月2日、NHK BSプレミアム・NHK BS4K）
- 北条ファミリーが語る!『鎌倉殿の13人』放送直前SP（2022年1月3日、NHK総合）
- 50ボイス「鎌倉殿の13人」（2022年1月3日、NHK総合）：司会は小池栄子。
- 英雄たちの選択（NHK BSプレミアム）
  - 北条義時・チーム鎌倉の逆襲（2022年1月5日）
  - 頼朝暗殺未遂!? 曽我兄弟敵討ち事件の深層（同年6月8日）
  - 鎌倉殿暗殺!源実朝 禁断の政治構想（同年10月5日）
- 歴史探偵（NHK総合）：所長（司会）は佐藤二朗。
  - 「武士の都・鎌倉」（2022年1月12日）
  - 「ヒーロー 源義経」（同年4月27日）：ゲスト出演は迫田孝也。
  - 「源平合戦 壇の浦の戦い」（同年5月4日）
  - 「北条政子」（同年6月15日）：VTR出演は小池栄子。
  - 「鎌倉バトルロイヤル」（同年7月20日）：ゲスト出演は山本耕史。
  - 「3代将軍 源実朝」（同年10月12日）：ゲスト出演は柿澤勇人。
  - 「後鳥羽上皇と承久の乱」（同年11月2日）
- 土曜スタジオパーク（NHK総合）
  - 「鎌倉殿の13人」特集 小栗旬（2022年1月15日）
  - 「鎌倉殿の13人」特集 坂東彌十郎（同年2月26日）
  - 「鎌倉殿の13人」特集 佐藤浩市（同年4月16日）
  - 「鎌倉殿の13人」壇ノ浦直前SP 菅田将暉（同年1月15日）
  - 「鎌倉殿の13人」特集 小池栄子（同年8月27日）
  - 「鎌倉殿の13人」特集in京都 山本耕史（同年12月3日）
  - 「グレーテルのかまど」「鎌倉殿の13人」特集 瀬戸康史（同年12月17日）
- ロコだけが知っている「大河"鎌倉殿の13人"SP！静岡伊豆の国市＆東京板橋の魅力」（2022年1月19日、NHK総合）：ゲスト出演は坂東彌十郎・小池栄子。
- 日本人のおなまえ「山本耕史&中川大志も初耳!『鎌倉殿の13人』SP」（2022年1月27日、NHK総合）：ゲスト出演は山本耕史・中川大志。
- 鎌倉DAYS（2022年1月29日、NHK総合）
  - 鎌倉LOVEの13人（全4部）：ゲスト出演は坂東彌十郎・宮澤エマ・坪倉由幸。
  - 走れ!鎌倉：ゲスト出演は山本耕史。
- チャリダー★快汗!サイクルクリニック "鎌倉殿の13人"スペシャル（2022年1月29日、NHK BS1）：ゲスト出演は山本耕史。
- 体感！「鎌倉殿の13人」の世界～鎌倉・伊豆～（2022年3月3日、NHK BSプレミアム）：ゲスト出演は山本耕史、ナレーションは高岸宏行。
- 沼にハマってきいてみた「鎌倉幕府沼　大河ドラマとコラボ！」（2022年3月9日、Eテレ）：ゲスト出演は高岸宏行。
- 決戦！源平の戦い（2022年4月9日、NHK BSプレミアム・NHK BS4K）：ゲスト出演は秋元才加。
- プロフェッショナル 仕事の流儀「小栗旬スペシャル」（2022年5月3日、NHK総合）
- 義経のスマホ（2022年5月24日 - 6月3日、NHK総合）
- 新・にっぽんの芸能（Eテレ）
  - 坂東彌十郎と見る「鎌倉殿」と歌舞伎（2022年5月27日）：ゲスト出演は坂東彌十郎。
  - 鎌倉ゆかりの芸能スペシャル「賤の苧環」IN鶴岡八幡宮（同年10月28日）：ゲスト出演は坂井孝一。
- 100カメ「鎌倉殿の13人」（2022年6月14日、NHK総合）
- 美の壺「いざ鎌倉　武士たちの美意識」（2022年7月22日、NHK BSプレミアム・NHK BS4K）
- 「鎌倉殿の13人」応援感謝!ウラ話トークSP〜そしてクライマックスへ〜（2022年10月9日、NHK総合）
  - ディープバージョン（同年10月17日、NHK総合）
- 先人たちの底力 知恵泉「イノベーション! 誕生 御成敗式目 北条泰時」（2022年11月22日、NHK総合）：ゲスト出演は坂東彌十郎。
- ドラマの裏側×SDGs（2022年12月4日、NHK総合）
- 鎌倉殿の13人 〜オープニング13の秘密〜（2022年12月11日、NHK総合）
- 三谷幸喜の言葉 〜『鎌倉殿の13人』の作り方〜（2022年12月17日、NHK総合）：出演は三谷幸喜、ナレーションは山寺宏一。
- グランドフィナーレ〜『鎌倉殿』の最後の一日（2022年12月27日、NHK総合）

#### ラジオ番組
- ラジオ深夜便 〜もっと、鎌倉殿の13人〜（2022年1月2日から12月18日まで隔週で放送、NHKラジオ第1・NHK-FM）：司会は友吉鶴心（芸能考証・指導）

## 受賞・反響

### 受賞
- 第七十回菊池寛賞[* 99]
  - 三谷幸喜

- イー・ガーディアンSNS流行語大賞2022[* 100]
  - テレビ・映画部門 部門賞：『鎌倉殿の13人』
- GQ　メン・オブ・ザ・イヤー2022[* 101]
  - メン・オブ・ザ・イヤー・ベスト・アクター賞：大泉洋
- Yahoo!検索大賞2022[* 102]
  - 作品カテゴリー・ドラマ部門 1位：『鎌倉殿の13人』
- ギャラクシー賞月間賞（2022年12月度）[* 103][注釈 27]
  - 『鎌倉殿の13人』
- 2022年エランドール賞[* 104]
  - 特別賞：『鎌倉殿の13人』制作チーム
  - 新人賞：中川大志
- 第13回ロケーションジャパン大賞[* 105]
  - 準グランプリ：『鎌倉殿の13人』と静岡県伊豆の国市
- 第114回ザテレビジョンドラマアカデミー賞[* 106]
  - 最優秀作品賞：『鎌倉殿の13人』
  - 脚本賞：三谷幸喜
- 第74回日本放送協会放送文化賞[* 107]
  - 三谷幸喜
- 第31回橋田賞[* 108]
  - 橋田賞：小池栄子
- 第41回向田邦子賞[* 109][注釈 28]
  - 三谷幸喜
- 第60回ギャラクシー賞[* 111]
  - テレビ部門 個人賞：長澤まさみ
- 第15回伊丹十三賞
  - 三谷幸喜[* 112]
- 第50回伊藤熹朔賞[* 113]
  - ドラマ部門 協会賞：『鎌倉殿の13人』「第18回 壇ノ浦で舞った男」
- 東京ドラマアウォード2023[* 114]
  - 作品賞・連続ドラマ部門 優秀賞：『鎌倉殿の13人』
  - 個人賞 主演男優賞：小栗旬

### 反響
- 2022年1月9日に行われた「グランド・プレミアin伊豆の国」の観覧には1万2000通を超える応募があり、倍率は約40倍となった[* 115]。
- 第1回のBSプレミアムの放送をうけ、Twitterでは「#鎌倉殿の13人」のタグを使用したツイートがTwitterトレンド世界1位となり[* 116]、その後も第36回まで21回連続で1位となった[* 117]。最終的に、48回中42回で1位を獲得した[* 51]。また、「#鎌倉殿の13人総集編」もトレンド1位となった[* 118]。
- 本作では、出演者がドラマについて語るトークショーが全国19の都道府県、51会場で開かれた[* 119]。
- 小栗は、新型コロナウイルスを予防するためのマスクに毎日メッセージを書いて撮影に臨んでおり、その内容が話題を呼んだ[* 120]。中でも「全部大泉のせい」はSNS上で流行し、イー・ガーディアンが主催する「SNS流行語大賞2022」にノミネートされた[* 121]。
- 「『鎌倉殿の13人』応援感謝！ウラ話トークSP」を放送後、「ノーカット版を放送して欲しい」という声が多数あがり、ディープバージョンが放送された[* 122]。
- 2022年12月7日にNHKホールで行われたファンミーティングの観覧には4万通を超える応募があり、倍率は31倍となった[* 123]。そのため、オンライン配信での観覧が再度募集され、2万5000人が配信で参加した[* 119]。
- 同年12月18日に行われた「グランドフィナーレ」の観覧には約7万通の応募があり、倍率は134倍となった[* 124]。
- 鶴岡八幡宮に開設された大河ドラマ館の来場者は31万5011人にのぼった[* 125]。また、韮山時代劇場に開設された大河ドラマ館の来場者は目標の10万人を上回る19万5838人だった[* 126]。さらに、大河ドラマ館の設置による伊豆の国市内への経済波及効果は16億1千万円との試算が発表された[* 127]。
- 同時配信が開始されたKKTVと中華電信MODで大きな人気を獲得し、KKTVが毎年発表する「Kドラマ大賞」の視聴者投票で2位を獲得した。また、日本ドラマファンのコミュニティーで影響力がある12人のKOL（Key Opinion Leader）が選ぶ2022年最優秀作品に選出され、小栗旬が主演男優賞を、三谷幸喜が最優秀脚本賞を受賞。監督も最優秀監督賞の2位に輝いた[* 43]。

## ドラマ舞台地の誘致運動・反応
- 2022年1月9日、伊豆の国市の長岡総合会館（アクシスかつらぎ）に主要出演者6人（小栗、大泉、小池、片岡、坂東、宮澤）を迎え、初回の先行放送に併せてパブリックビューイングイベント「グランド・プレミアin伊豆の国」が開催された[* 128]。この模様は沼津、三島、伊豆、函南の会場でも生中継され、沼津には新納、三島には野添、伊豆には米本、函南には高岸が出席した[* 129][注釈 29]。

- 同年1月9日、伊豆箱根鉄道の駿豆線で本作のラッピングを施した3000系電車3009編成（3両）の運行が開始された[* 130]。

- 本作の放映に合わせ、北条家ゆかりの地に大河ドラマ館が開設された。
  - 2022年1月15日から2023年1月15日まで、伊豆の国市の韮山文化センター韮山時代劇場に「鎌倉殿の13人 伊豆の国 大河ドラマ館」が併設された[* 131]。
  - 2022年3月1日から2023年1月9日まで、鎌倉市鶴岡八幡宮の鎌倉文華館鶴岡ミュージアム内に「鎌倉殿の13人 大河ドラマ館」が併設された[* 132]。

- 2022年2月23日、鎌倉市の鎌倉芸術館で「鎌倉殿の13人 スペシャルコンサート」が開催された[* 133]。

- この年の選抜高校野球や夏の甲子園では、日大三島が応援歌としてドラマのメインテーマを演奏した[* 134]。

- 2022年8月16日、三島市で行われた「三嶋大祭り」の「頼朝公旗挙げ行列」に、大泉、野添、迫田、高岸の4人が本作と同じ衣装・甲冑姿で参加した[* 135]。

- 同年10月23日、上田市で行われた「木曽義仲挙兵武者行列」に、青木、木村、町田が本作と同じ衣装・甲冑姿で参加した[* 136]。

- 同年12月18日、鎌倉女子大学岩瀬キャンパスに主要出演者6人（小栗、小池、坂口、宮澤、宮沢、山本）を迎え、最終回の先行放送に併せてパブリックビューイングイベント「グランドフィナーレ」が開催された[* 137]。この模様はNHK札幌、名古屋、京都、大分の会場でも生中継され、札幌には金子と山本、京都には栗原が出席した[* 138]。

- 大河ドラマ館（鎌倉文華館鶴岡ミュージアム）
- 伊豆の国 大河ドラマ館
- 伊豆箱根鉄道3000系ラッピング車両

## 関連商品

### サウンドトラック
- 大河ドラマ「鎌倉殿の13人」オリジナル・サウンドトラック（ソニーミュージック）
  - Vol.1（2022年2月9日発売、SICX-30134、EAN 4547366540970）
  - Vol.2（2022年7月6日発売、SICX-30143、EAN 4547366562835）
  - Vol.3（2022年11月9日発売、SICX-30153、EAN 4547366581911）
  - The Best（2022年12月21日発売、SICX-10018、EAN 4547366587166）
  - 完全盤（2022年12月21日発売、SICX-30157、EAN 4547366587173）

### 書籍
公式ガイドブック
- NHK大河ドラマ・ガイド 鎌倉殿の13人（NHK出版）
  - 前編（2021年12月25日発売、ISBN 978-4-14-923389-5）
  - 後編（2022年5月27日発売、ISBN 978-4-14-923390-1）
  - 完結編（2022年10月7日発売、ISBN 978-4-14-923391-8）

- NHK大河ドラマ歴史ハンドブック 鎌倉殿の13人 北条義時とその時代（NHK出版、2021年11月30日発売、ISBN 978-4-14-911053-0）

ガイドブック
- 『NHK2022年大河ドラマ「鎌倉殿の13人」』TVガイドMOOK（東京ニュース通信社）
  - THE BOOK（2021年12月25日発売、ISBN 978-4-86-701350-2）
  - THE BOOK 2（2022年5月27日発売、ISBN 978-4-86-701435-6）
  - メモリアルブック（2022年12月12日発売、ISBN 978-4-86-701530-8）
  - THE MAKING（2023年4月3日発売、ISBN 978-4-86-701608-4）

- 『NHK2022年 大河ドラマ「鎌倉殿の13人」』NIKKO MOOK（産経新聞出版）
  - 完全読本（2021年12月25日発売、ISBN 978-4-81-915266-2）
  - 続・完全読本（2022年5月27日発売、ISBN 978-4-81-915279-2）

- 『NHK大河ドラマ るるぶ鎌倉殿の13人』（JTBパブリッシング、2021年12月25日発売、ISBN 978-4-53-314752-4）
- 『大河ドラマ 鎌倉殿の13人』TJMOOK（宝島社）
  - 北条義時とその時代（2021年12月25日発売、ISBN 978-4-29-902089-5）
  - 北条義時、立つ！（2022年6月27日発売、ISBN 978-4-29-903061-0）

### 楽譜
- 『大河ドラマ「鎌倉殿の13人」メインテーマ ピアノ・ソロ譜』NHK出版オリジナル楽譜シリーズ（2022年1月28日発売、ISBN 978-4-14-055414-2）

### DVD/BD
- NHK大河ドラマ「鎌倉殿の13人」完全版 DVD/BD-BOX
  - 第壱集（第1回 - 第11回、2022年7月22日発売）
  - 第弐集（第12回 - 第22回、2022年11月25日発売）
  - 第参集（第23回 - 第33回、2023年1月27日発売）
  - 第四集（第34回 - 第48回、2023年3月24日発売）
- NHK大河ドラマ「鎌倉殿の13人」総集編 （第一章 - 第四章、2023年5月26日発売）